# جرش
جَرَشْ مدينة شمال الأردن، مركز محافظة جرش وأكبر مدنها. يقطنها قرابة 50,745 نسمة من أصل 237,000 ألف نسمة يقطنون المحافظة. تقع جرش في الجزء الشمالي الغربي من المملكة الأردنية الهاشمية، وترتفع عن سطح البحر قرابة 600 م. تبعد عن العاصمة الأردنية عمّان حوالي 48 كم. يتوسط المدينة نهر الذهب الذي بُنيت فوقه جسور رومانية لتربط بين شرق المدينة وغربها.
تعتبر جرش واحدة من أكثر مواقع العمارة الرومانية المحافظ عليها في العالم خارج إيطاليا. وحتى يومنا هذا، لا تزال الشوارع معمدة، والحمامات والمسارح والساحات العامة والأقواس في حالة استثنائية. داخل أسوار المدينة الباقية، عثر علماء الآثار على أنقاض لمستوطنات يعود تاريخها إلى العصر الحجري الحديث، مما يدل على الاستيطان البشري في هذا الموقع لأكثر من 7,500 سنة.
بلغت المدينة أوج ازدهارها زمن الرومان في بداية القرن الثالث الميلادي، وخلال ذاك العصر الذهبي وصل عدد سكانها إلى قرابة الـ 20,000 نسمة. كما أن جرش كانت مزدهرة زمن الأمويين، إلا أن زلزال الجليل سنة 749 قد دمّر أجزاء كبيرة من المدينة. وأدت الزلازل المتلاحقة أهمها زلزال دمشق سنة 847 إلى دمار إضافي أسهم في خرابها. مع ذلك، وفي بدايات القرن الثاني عشر، سنة 1120، كان في جرش حامية من أربعين جندياً تمركزوا هناك بأمر من أتابك دمشق ظاهر الدين طغتكين التابع للدولة السلجوقية. وكانوا قد عَمدوا إلى تحويل معبد آرتميس في المدينة إلى حِصْن، وفي سنة 1121، احتله بلدوين الثاني ملك مملكة بيت المقدس وقام بتدميره. ثم ما لبث الصليبيون أن هجروا جرش وتراجعوا نحو ساكب على حدودهم الشرقية.
بقيت جرش مهجورة إلى أن عادت للظهور مع بدايات العهد العثماني في القرن السادس عشر. وبحسب إحصاء عام 1596، كان عدد سكانها 12 خانة (أسرة / منزل) جميعهم عرب مسلمون، وكان هناك شخصان يعملان على خدمة المسجد والزاوية (مدرسة). لكن عمليات التنقيب في المدينة منذ العام 2011 تشير إلى أنه تم استيطان جرش قبل العهد العثماني، حيث ألقت عمليات التنقيب الضوء على فترة العهد الإسلامي المتوسط، وأسفرت عن اكتشاف عدد من المباني والفخاريات في الجزء الشمالي الغربي من المدينة والتي تعود إلى حقبة المماليك.
عام 1806، وصل الرحالة الألماني أولريخ جاسبر سيتزن إلى جرش، وكتب عن الآثار التي شاهدها. هذا لفت أنظار العالم إليها، وبدأ الرحالة بزيارتها. وقد تم الكشف عن المدينة الأثرية من خلال سلسلة من عمليات التنقيب بدأت منذ العام 1925، واستمرت حتى يومنا هذا. من أبرز شخصياتها التاريخية الفيلسوف والرياضي الشهير نيقوماخس الجاراسيني.

## التسمية

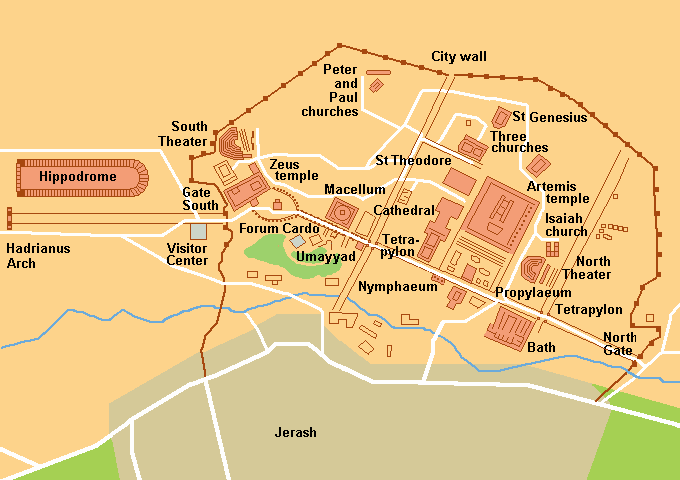
خارطة مدينة جرش الأثرية.

كان العرب الساميون القدماء في الألفية الأولى قبل الميلاد قد أطلقو عليها اسم جرشو (Garshu) ومعناه «المكان كثيف الأشجار». أما الإغريق فقد أسموها جراسا (Gerasa) وكان ذلك في الفترة الهلنستية، وكذلك كانت عند الرومان. ثم أعاد العرب تسميتها بـ جرش (Jerash).
ذكرت جراسا في بعض النقوش النبطية. وفي عهد السلوقيين كان يطلق عليها اسم (أنطاكيا الواقعة على نهر الذهب).
واسم جرش معروف عند العرب القدماء إذ حمل أكثر من موقع تاريخي هذا الاسم مثل جرش في جنوب السعودية.

## التاريخ

### التاريخ القديم
إستدل على وجود حياة بشرية في جرش تعود إلى العصر الحجري الحديث والعصر البرونزي.
ويعود تاريخ جرش إلى عهد العرب الساميين القدماء في الألفية الأولى قبل الميلاد، وكان اسمها (جرشو). في حين يعود تأسيس المدينة الرومانية إلى عهد الإسكندر الأكبر في القرن الرابع قبل الميلاد أو ما يعرف بالعصر اليوناني وكانت تسمى آنذاك بـ «جراسا» (باليونانية: Γέρασα) في تحريف لإسمها السامي أو (جرشو).

مشهد بانورامي لآثار جرش

عاشت المدينة عصرها الذهبي تحت الحكم الروماني، ويعتبر الموقع في يومنا هذا عموماً واحداً من أفضل المدن الرومانية المحافظ عليها في العالم [بحاجة لمصدر].
وتكشف جرش عن مثال رائع للتطور المدني عند الرومان في الشرق الأوسط؛ فهي تتألف من شوارع معبدة ومعمدة، ومعابد عالية على رؤوس التلال ومسارح أنيقة وميادين وقصور، وحمامات، ونوافير وأسوار تفضي إلى أبراج وبوابات. وبالإضافة إلى طابعها الخارجي اليوناني -الروماني، فإن جرش أيضا تحافظ على مزيج من الطابع الشرقي العربي والغربي في آن. إن هندستها المعمارية وديانتها ولغتها تعكس العملية التي تم فيها اندماج وتعايش ثقافتين قويتين وهما العالم اليوناني-الروماني في منطقة حوض المتوسط والتقاليد القديمة للشرق العربي.
خضعت (جراسا) لحكم الروم الذين احتلوا بلاد الشام طيلة 400 سنة وأسسوا اتحاد المدن العشر المعروف باسم مدن الديكابوليس وهو اتحاد اقتصادي وثقافي فيدرالي ضم عشر مدن رومانية أقامها القائد بومبي عام 64 قبل الميلاد في شمال الأردن وفلسطين وجنوب سوريا لمواجهة قوة دولة الأنباط العرب في الجنوب.
وبسبب موقعها على ملتقى طرق القوافل تحولت المدينة إلى مركز تجاري وثقافي مزدهر لتصبح أهم مدن الاتحاد حتى أن الإمبراطور هادريان قد زارها بنفسه عام 130 ميلادي أثناء مسيره إلى احتلال تدمر.
وقد نمت ثروة جرش وازدهرت تجارتها وتوسعت علاقاتها مع الأنباط إلا أن خراب (تدمر) في الشمال على يد الروم واضطراب الأمن وتوسع الإمبراطورية الفارسية التي اجتاحت بلاد الشام وتحول طرق التجارة أصاب ازدهار المدينة وتقدمها في مقتل وأدخلها أسوأ مراحل تاريخها.
أدخل الرومان إليها الديانة المسيحية بحلول عام 350 ميلادي لتنتعش فيها لاحقا حركة تشييد الكنائس والأديرة التي تم تدمير معظمها على يد الجيوش الفارسية.
وفي عام 635 ميلادي وصلت جيوش الفتح الإسلامي إلى جرش بقيادة شرحبيل بن حسنة في عهد الخليفة الثاني ليعود الأمن والاستقرار إلى المنطقة كلها. ولتستعيد المدينة لاحقاً ازدهارها في العصر الأموي.
في العهد الأموي، ظهرت الدكاكين وسكَّت جرش عملتها النقدية بحيث ظهر على بعض القطع النقدية اسم مدينة الضرب «جرش» مكتوباً بالعربية. كما أن جرش كانت مركزاً للصناعات الخزفية، حيث ظهر على القطع اسم الصانع ومدينة الصنع «جرش» بالعربية. وكانت جرش تصدر هذه المصنوعات- بالإضافة إلى أفران الفخار- إلى المناطق القريبة في شمال الأردن. تم تشييد مسجد كبير في المدينة، وبقيت الكنائس تستعمل كدور للعبادة، مما يشير إلى التعايش الديني.
كتب عنها ياقوت الحموي (1178 - 1225) في كتابه معجم البلدان قائلاً: «جرش، هذا اسم مدينةٍ عظيمةٍ كانت، وهي الآن خرابًا. حَدّثَني مَن شاهدها، وذكر لي أنّها خرابة وبها آبار عاديّة تدلّ على عظمةٍ». فقال: «في وسطها نهرٌ جارٍ يدير عدّة رُحى عامرةً إلى هذه الغاية. وهي في شرقي جبل السّواد من أرض البلقاء وحوران، ومن عمل دمشق وهي في جبلٍ يشتمل على ضياع وقُرى. ويُقال للجميع جبل جرش، اسم رجلٍ، وهو «جرش بن عبد الله». ويُخالط هذا الجبل جبل عوف. وإليه يُنسب حمى جرش، وهو من فتوح شرحبيل بن حسنة، في أيّام عمر بن الخطاب».
في نهاية القرن التاسع عشر، خلال العهد العثماني، استقرت مجموعات من الشركس في جرش بعد أن تم ترحيلهم من وطنهم على يد الروس. كان الشركس، الذي كانوا غالبًا مزارعين يرون التشيه بين منطقة جرش الخصبة ووطنهم، ولذلك قرروا الاستقرار في المنطقة. خلال إقامتهم في المدينة انشغل الشركس بشكل رئيسي بالزراعة وتربية الحيوانات. ومع ذلك كان هناك أيضًا من كسبوا رزقهم من مهن أخرى مثل التجارين والحدادين والصائغين.

### التاريخ المعاصر

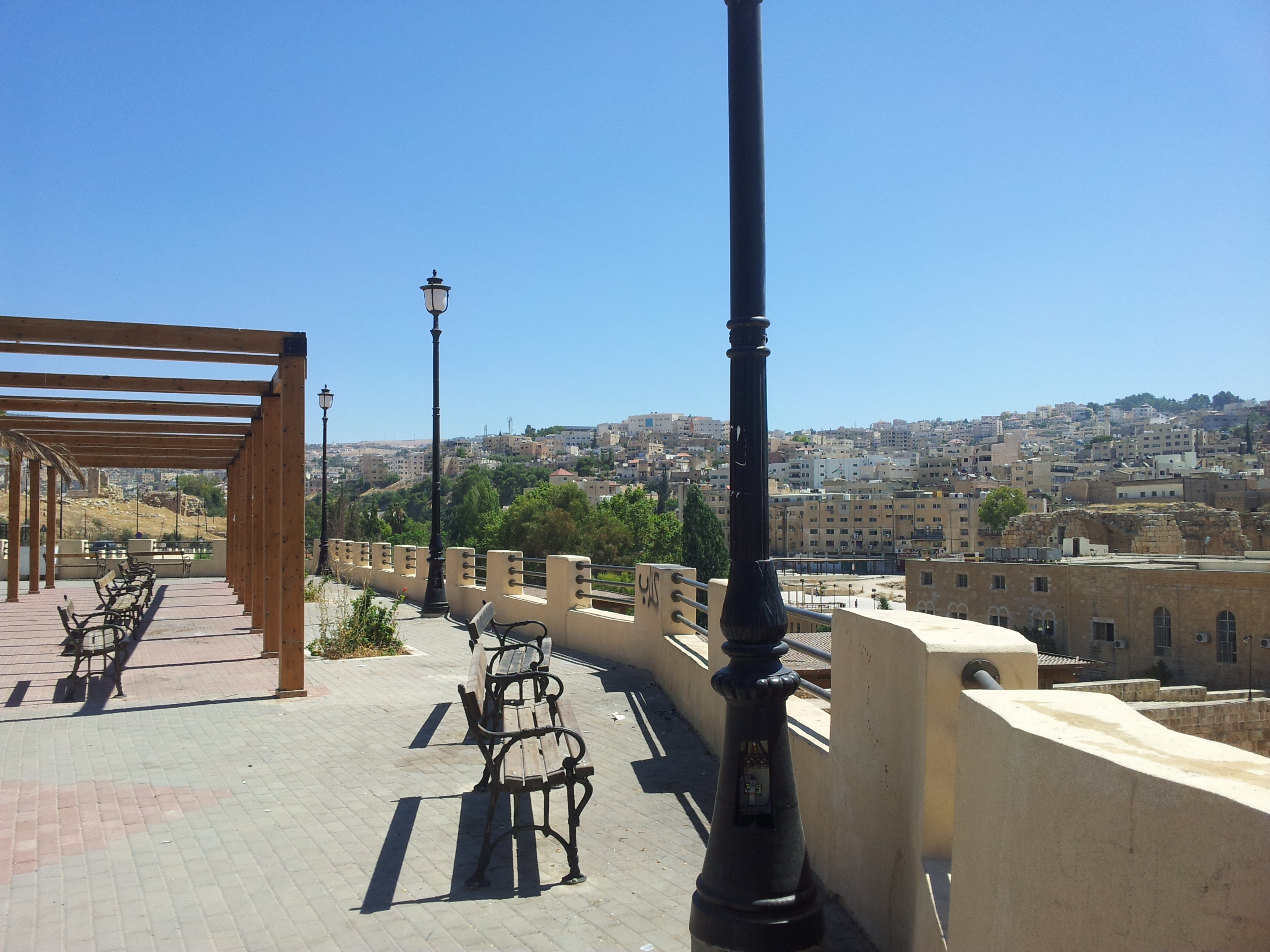
رصيف مطل على نهر الذهب.

نمت مدينة جرش بشكل ملحوظ خلال القرن الماضي، وما زالت تتوسع إلى اليوم. تركزت مباني المدينة في الجزء الشرقي، ومع تزايد الأهمية السياحية لها بسبب وجود الآثار الرومانية الهامة ولوقوعها على أهم شريان مواصلات في الأردن المتمثل بطريق عمّان ـ إربد، توسع الزحف العمراني في كافة اتجاهات المدينة ليشمل الشرق والشمال والجنوب والغرب (مع الحفاظ على المنطقة الأثرية التي يحظر البناء فيها). ازداد التطور العمراني وعدد السكان بشكل ملحوظ في ثمانينيات القرن الماضي مما ساعد على زيادة أهمية المدينة، فتعددت الخدمات فيها وتطورت المدينة تدريجياً لتصبح على ما هي عليه اليوم.

## السكان
وفقاً لإحصاء سنة 2015، فإن عدد سكان مدينة جرش بلغ نحو 50745 نسمة.
جميع السكان تقريباً هم من العرب، الغالبية منهم مسلمون مع أقلية مسيحية. وتوجد أعراق أخرى بنسب قليلة كالكرد والأرمن والشركس. كما يتواجد في مدينة جرش ومحافظة جرش أعداد كبيرة من اللاجئين السوريين أتوا إلى جرش بعد الأزمة السورية بلغ عددهم 10 آلاف لاجئ، في حين أن العدد الحقيقي لللاجئين السوريين أكبر بكثير وقد يتجاوز الـ 30 ألفاً. 

## السياحة

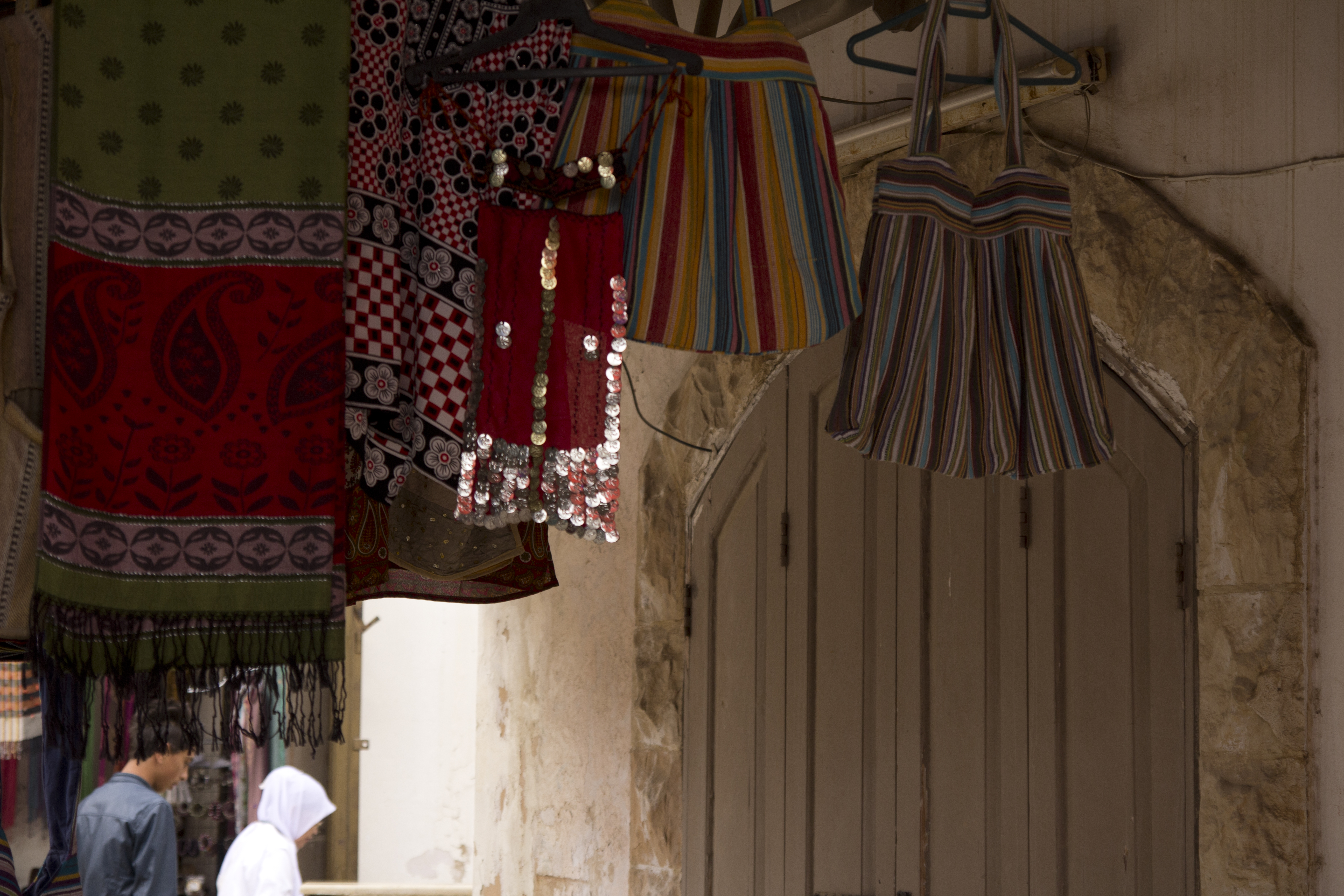
أحد البازارات في جرش.

تحتل جرش المركز الثاني بعد البتراء في قائمة أفضل الأماكن المحببة للزيارة في الأردن. وهي تعد مدينة أثرية متكاملة. وفي أيامنا هذه يستطيع الزائر أن يتجول بين هياكل المدينة ومسارحها وحماماتها وشوارعها المبلطة ذات الأعمدة الشامخة والتي تحيط بها كلها أسوار واسعة النطاق. وقد عثر علماء الآثار في داخل هذه الأسوار على بقايا مستوطنات تعود للعصر البرونزي، والعصر الحديدي، ولعهود الإغريق والرومان والبيزنطيين والأمويين والعباسيين والمماليك.
يشار إلى أنه تم البحث في إدراج المدينة الأثرية بجرش في لائحة مواقع التراث العالمي في الأردن.

### مهرجان جرش
يعقد المهرجان في المدينة، في تموز من كل عام، ليحول المدينة الأثرية إلى واحدة من أكثر المدن حيوية وثقافة. ويمتاز المهرجان بالعروض الفولكلورية الراقصة التي تؤديها فرق محلية وعالمية، ورقصات الباليه والأمسيات الموسيقية والشعرية، والمسرحيات وعروض الأوبرا، وأمسيات غنائية، علاوة على مبيعات المصنوعات اليدوية التقليدية.

## المعالم الأثرية والسياحية

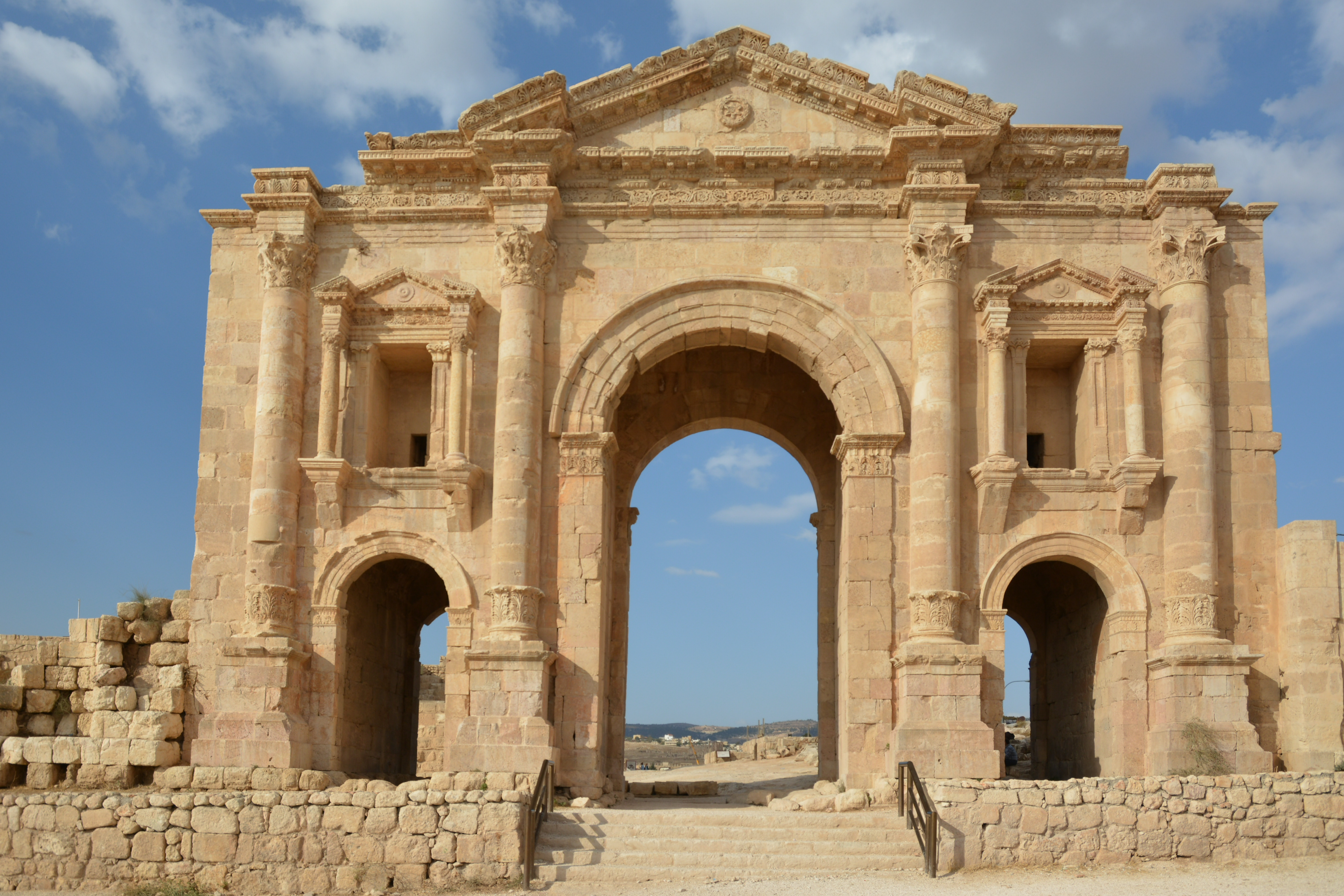
البوابة الجنوبية (قوس هادريان).

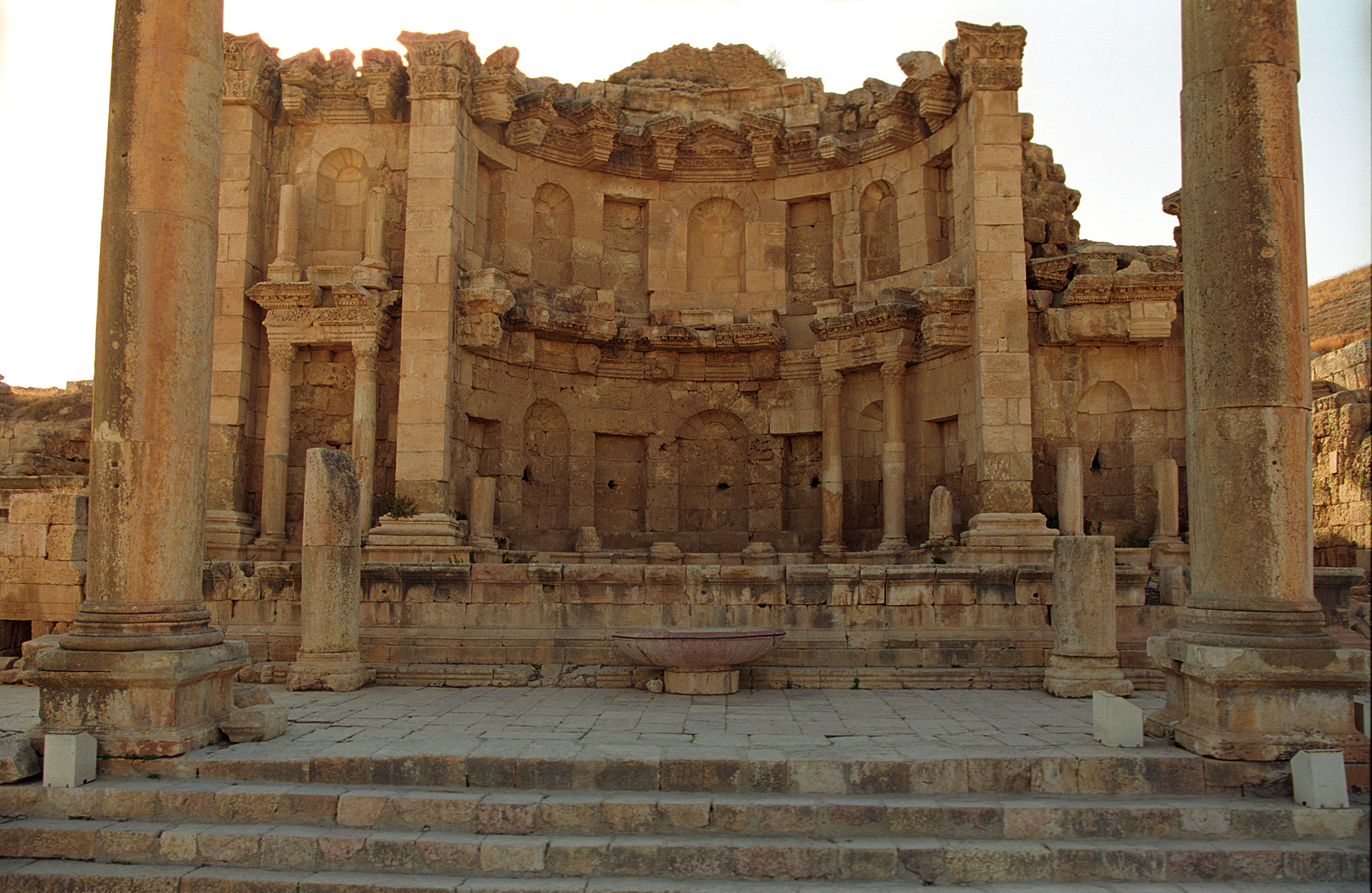
سبيل الحوريات.

شارع الأعمدة.

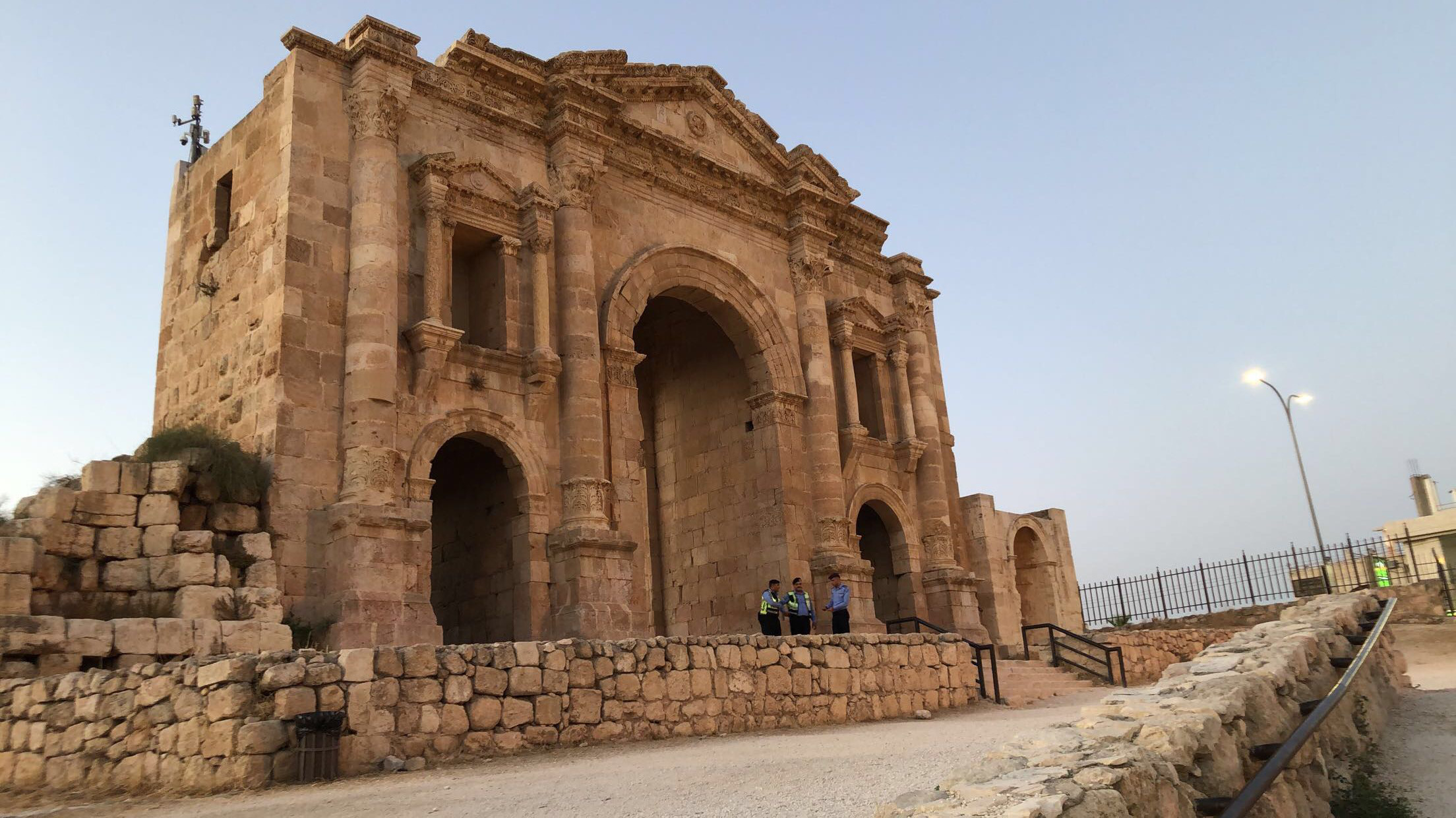
widthpx

تزخر مدينة جرش بآثار عدة حقب تاريخية أكسبتها تنوعاً وجمالاً. ومن أبرز معالمها:
- شارع الأعمدة أو كاردو: (باللاتينية: Cardo maximus) هو الشارع الرئيسي في مدينة جرش الأثريّة. يبلغ طولة 800 متر، ويضم نحو ألف عمود.
- المسرح الجنوبي: يُعد أضخم مسارح مدينة جرش. تم تشييده في القرن الأول الميلادي، ويتسع لحوالي 3,000 - 5,000 متفرج، كما أنه تم تصميمه ليلائم النظام الصوتي في جميع زواياه، والذي لا يزال يخدم كما كان في فترة إنشائه. كما يتم اليوم استخدامه في المناسبات الثقافية والفنية، كمهرجان جرش.
- المسرح الشمالي: تم تشييده في القرن الثاني الميلادي، وتحديدًا عام 165 م. يتسع لحوالي 3,000 متفرج، كما أنه تم تصميمه ليُلائم النظام الصوتي في جميع زواياه، والذي لا يزال يخدم كما كان في فترة إنشائه. كما يتم اليوم استخدامه في المناسبات الثقافية والفنية، كمهرجان جرش.
- سبيل الحوريات: بناء يضم نوافير للمياه أُقيم لحوريات الماء في أواخر القرن الثاني الميلادي. حيث لا يزال السبيل المعروف باسم (نمفيوم) الذي شُيّد عام 191 للميلاد يثير خيالات الزائر والسائح وهو حوض رخامي فخم من طابقين ويزين الرخام الجزء السفلي من واجهاته البديعة بينما تزيّن أعلاها زخارف هندسية رائعة التكوين.
- البوابة الجنوبية (قوس هادريان) أو بوابة هادريان أو قوس النصر: هو قوس نصر يعد من أشهر معالم مدينة جرش. يقع في الجهة الجنوبية من المدينة، وهو بوابة ذات ثلاثة أقواس ارتفاعها الحالي 11 مترًا، أقيمت احتفاءً بزيارة الإمبراطور الروماني هادريان للمدينة في شتاء سنة 129 ـ 130 م.
- معبد أرتميس: يعتبر معبد الآلهة الحارسة للمدينة الذي أُقيم في القرن الثاني للميلاد، وهو من أفخر معالم جرش التاريخية.
- الهيبودورم (Hippodrome): هو ملعب خيل وسيرك روماني يقع في المنطقة الأثريّة بمدينة جرش، إلى جانب قوس هادريان. وهو على شكل حرف (U)، يتكون من جدارين ومدرّجات من ثلاث جهات مرفوعة على أقبية. وهو يُستعمل لسباق الخيل والعربات ذات الحصانين أو الأربعة.
- ساحة الندوة: ساحة مفتوحة في وسط المدينة، شكلها بيضاوي محاطة بأعمدة يونانية.
- الكاتدرائية ذات البوابة الحجرية الضخمة الغنية بصور منحوتة تخلب الألباب وهي أجمل البنايات الدينية في جرش وكانت في الأصل معبد (ديونيسوس) الرومي الذي أُقيم في القرن الميلادي الثاني وقد أُعيد بناؤه ككنيسة بيزنطية في القرن الرابع.
- بركتا جرش: مقر احتفالات الرومان بقدوم الربيع واحد المصادر الرئيسية لتزويد مدينة جرش بالمياه تتدفق مياهه داخل أسوار المدينة الأثرية، وبنى الرومان البركتين لنقل المياه إلى قلب المدينة بنظام يشتمل على أنابيب فخارية وقنوات حجرية ويحيط بالبركتين مدرج من الحجر.
- المسجد الأموي في جرش: يقع على إحدى زوايا تقاطع الشارع الرئيسي الكاردو Cardo مع الشارع الفرعي الديكمانوس Decumanus، اُكتشف المسجد عام 2002 ميلادي، ويعود تاريخه إلى الربع الثاني من القرن الثامن ميلادي، ربما إلى فترة حكم الخليفة الأموي هشام بن عبد الملك (724 - 734 ميلادي) / (105-125 هـجري).
- الحمامات الشرقية في جرش: الحمامات الشرقية والتي تحتضنها مدينة جرش شهدت خلال العقد المنصرم تطورا كبيرا من حيث الالتفات إلى المكان حيث تم شموله بمشروع تطوير جرش السياحي وقد تم تبليط أرضياته وساحاته الممتدة من الجسر الروماني إلى حيت شارع بور سعيد وأُقيم على طرفه الغربي المطل على مجرى نهر الذهب مسرح يطل على تلك الفضاءات الرحبة الجميلة وعلى خاصرته تم ترميم واجهات المسجد الهاشمي الذي أمر ببنائه وتم تشييده في عهد الراحل الملك عبد الله المؤسس.

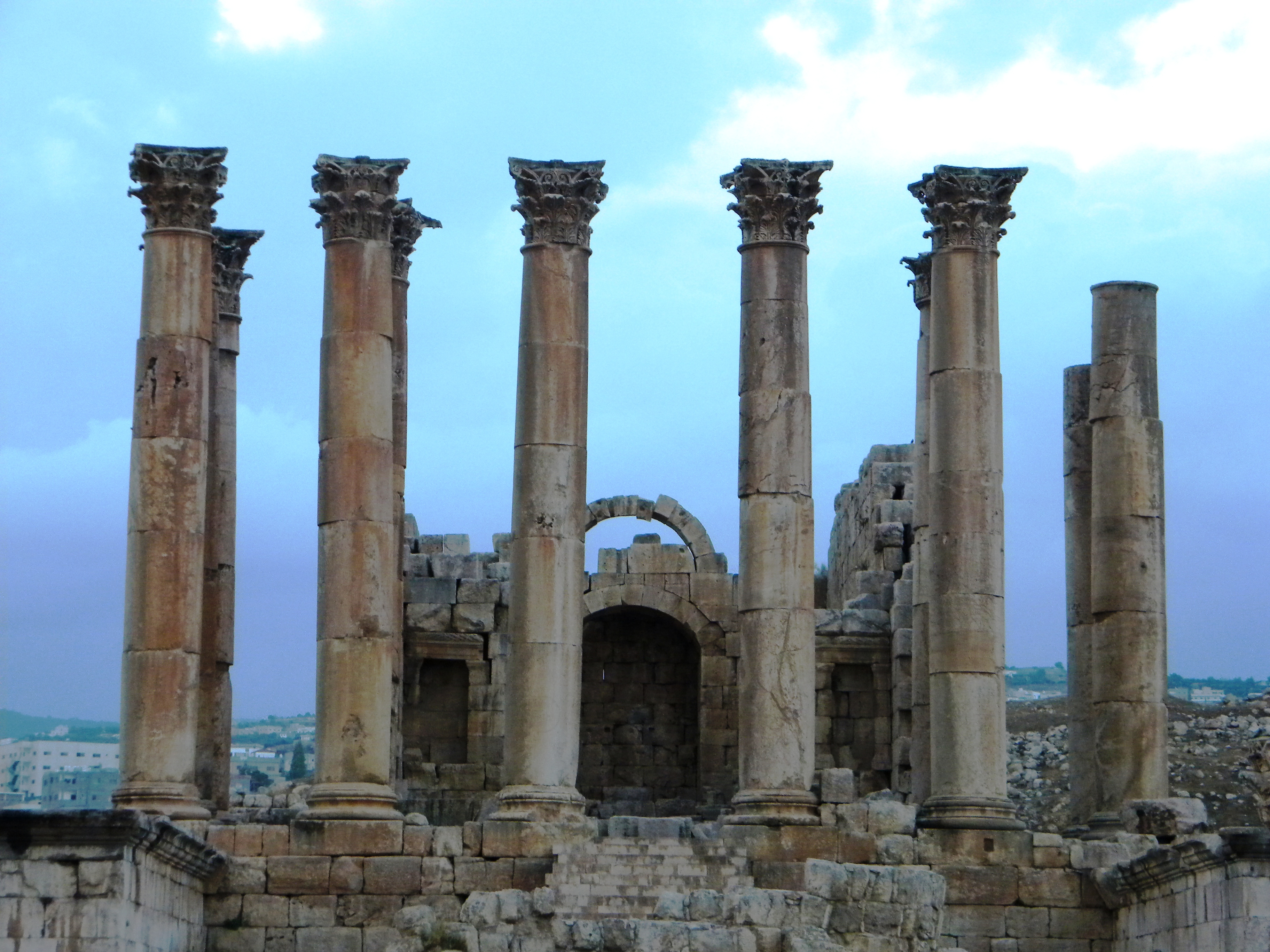
تبين الصورة معبد أرتميس الذي يعتبر معبد الآلهة الحارسة للمدينة

## الاقتصاد
يعتمد اقتصاد مدينة جرش والمحافظة بشكل أساسي على الموارد البشرية وخاصة فئة المتعلمين. كما يعتمد على السياحة، بالإضافة إلى التجارة والصناعة. تقع جرش في موقع متوسط وعلى مسافة حوالي 40 كم عن كل من عمّان وإربد والزرقاء، وهي أكبر ثلاث مدن أردنية. ساهم موقعها الاستراتيجي في زيادة التبادل التجاري والنمو الاقتصادي.

## الخدمات
يوجد في المدينة مستشفى حكومي وآخر خاص. بالإضافة إلى مركزيين صحيين ومستشفى لذوي الاحتياجات الخاصة والعديد من المدارس بمختلف فئاتها. ويتبع تنظيم جرش جامعتان أهليتان، هما جامعة فيلادلفيا وجامعة جرش الأهلية.

## معرض الصور

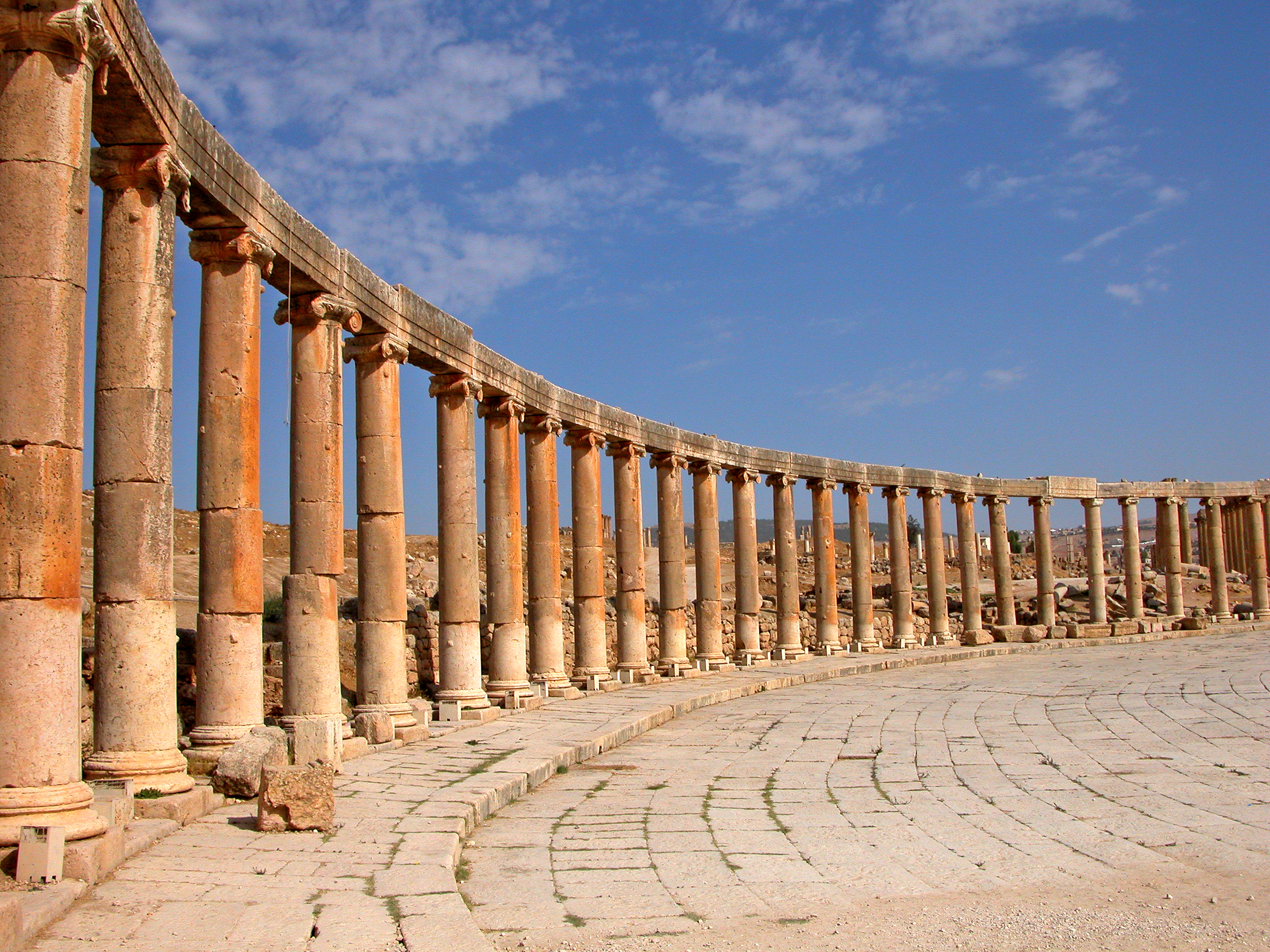
ساحة الندوة
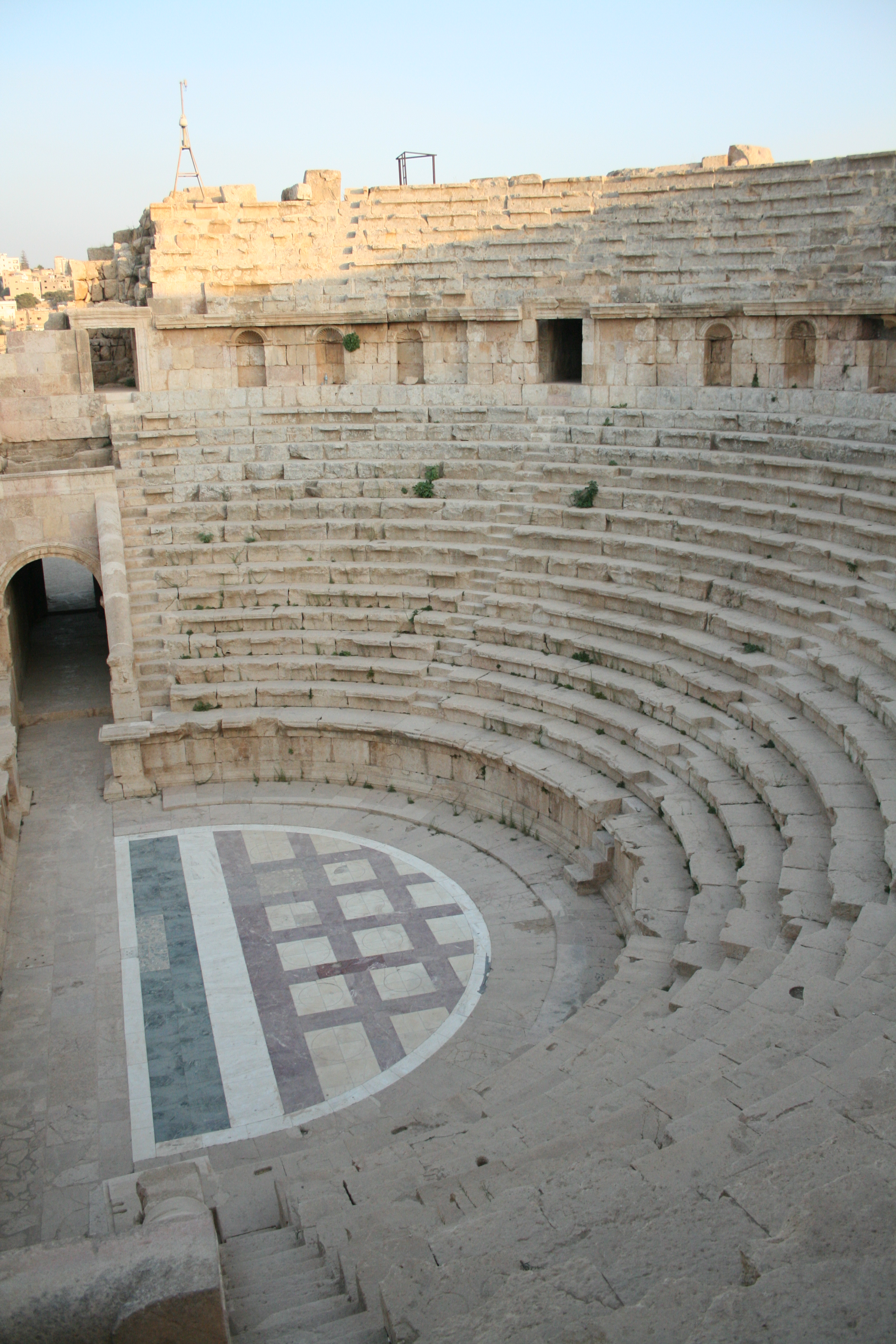
المسرح الشمالي
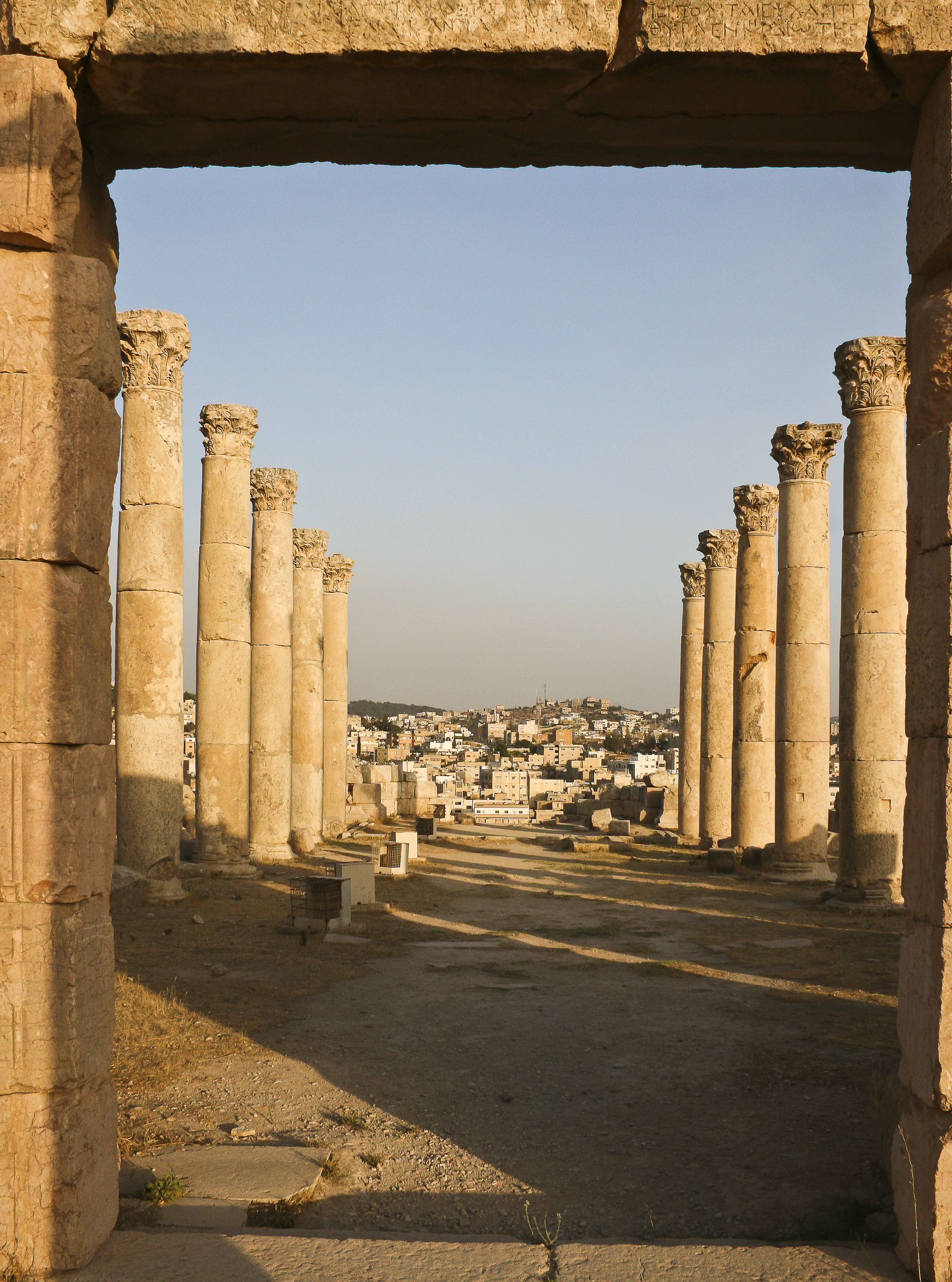
شارع الأعمدة
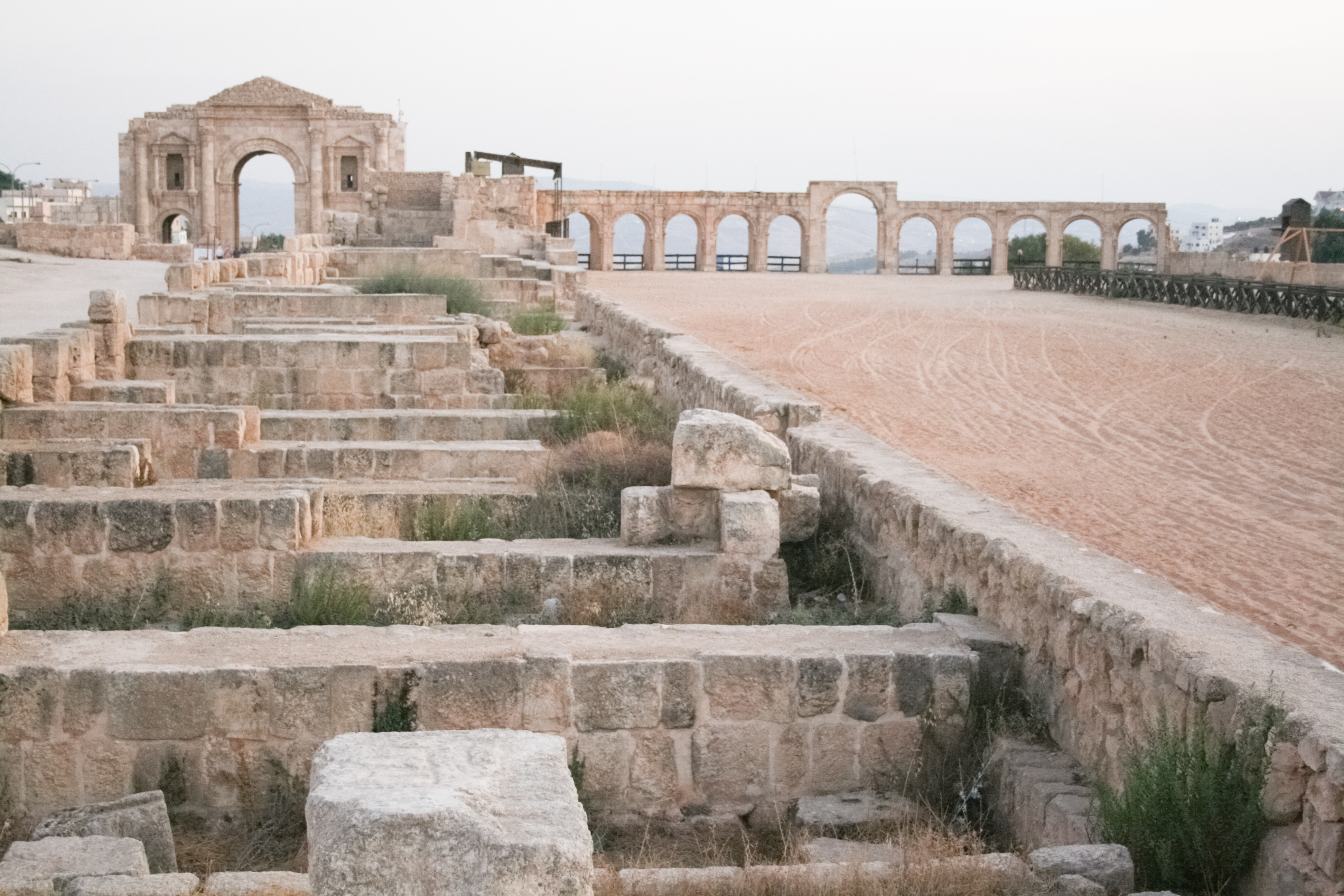
الهيبودروم
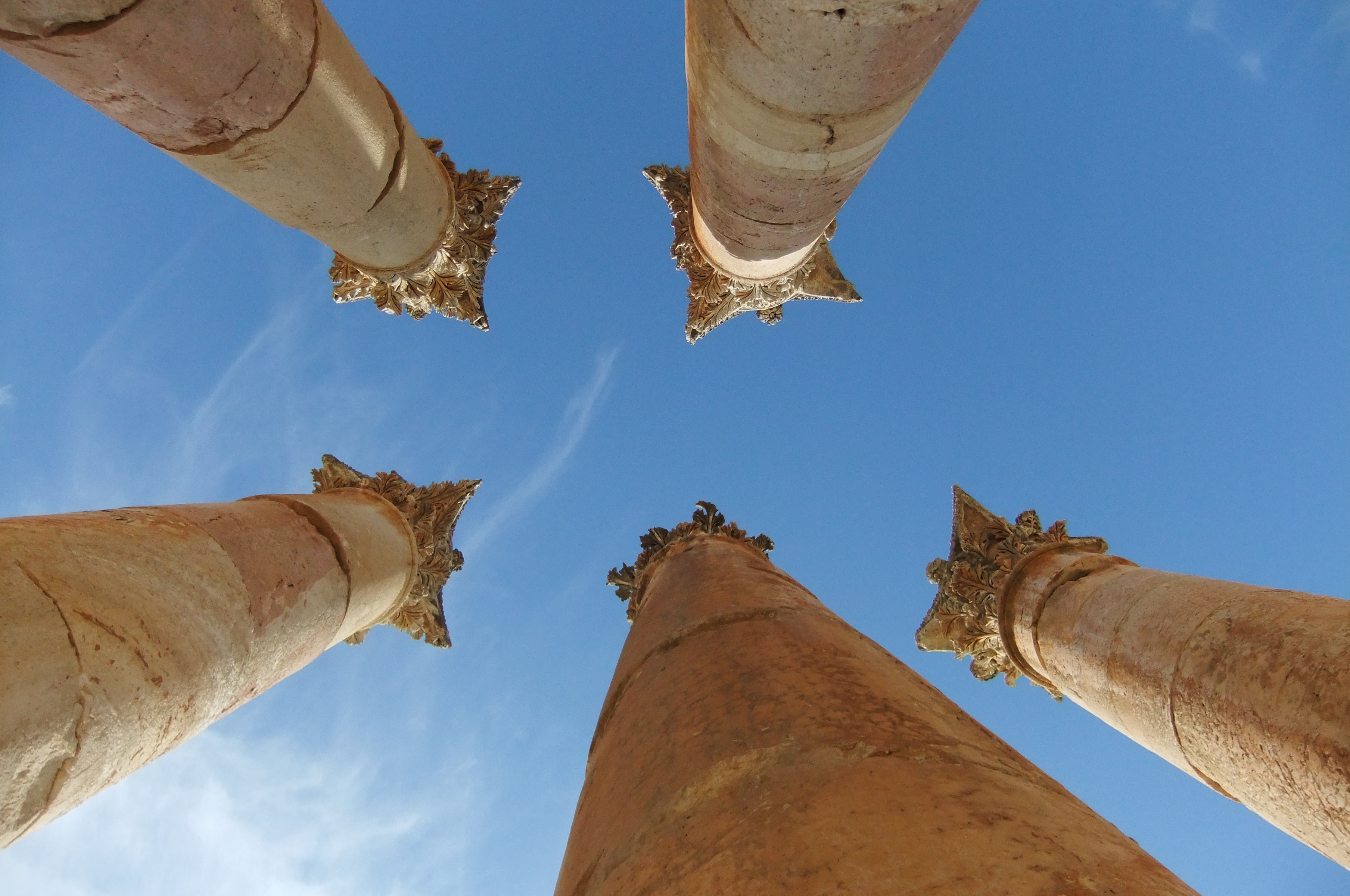
الأعمدة
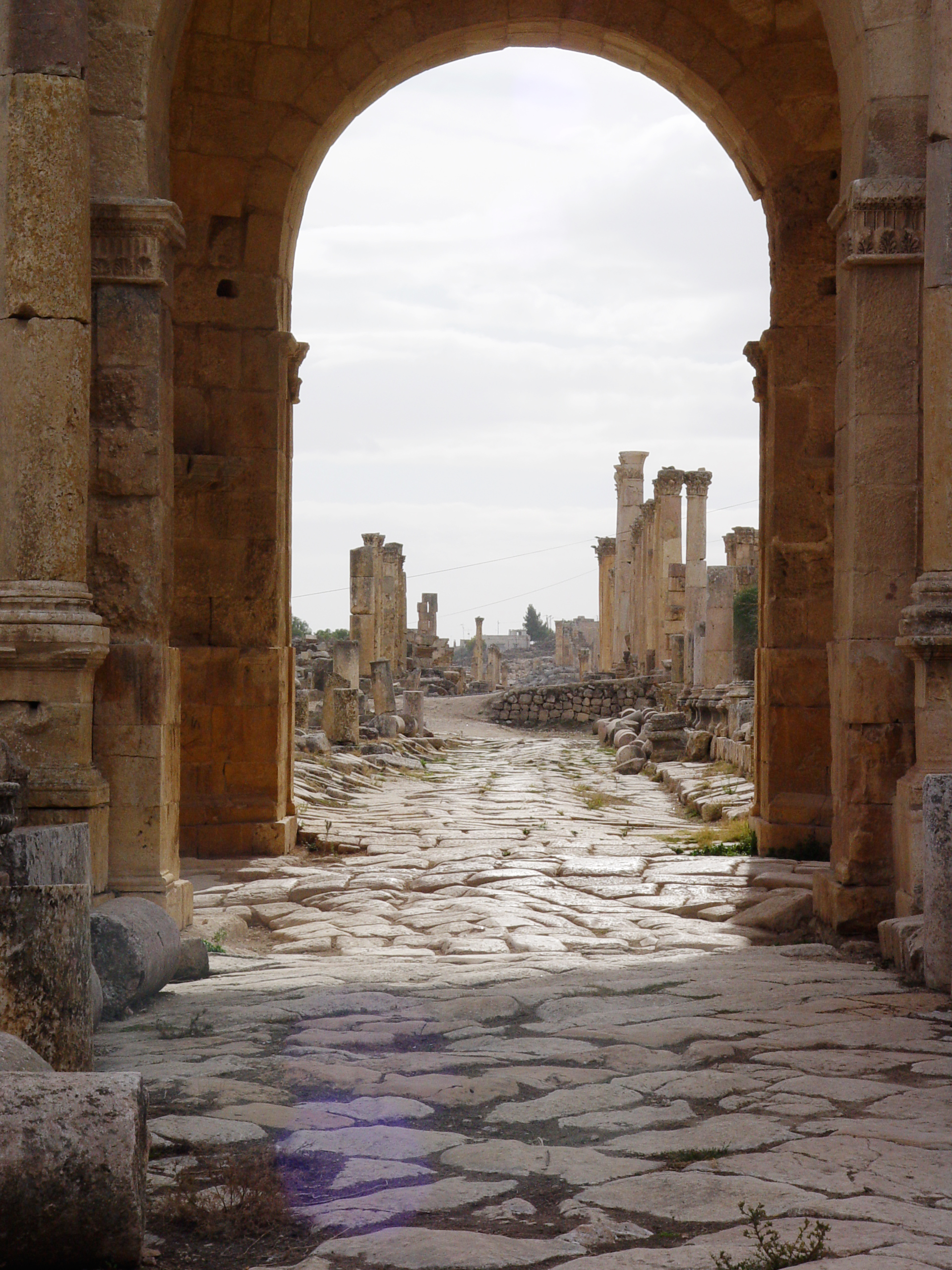
داخل جرش
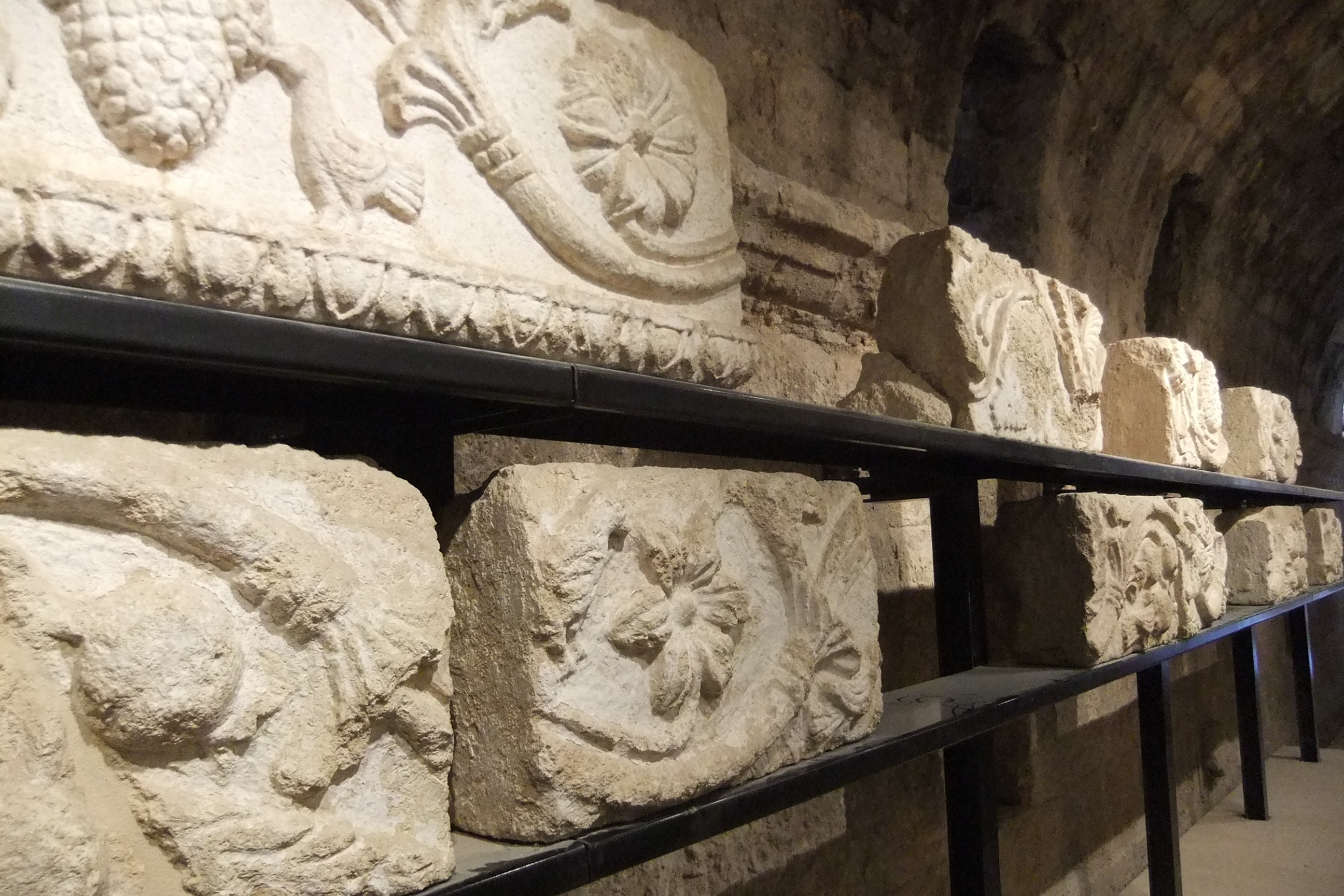
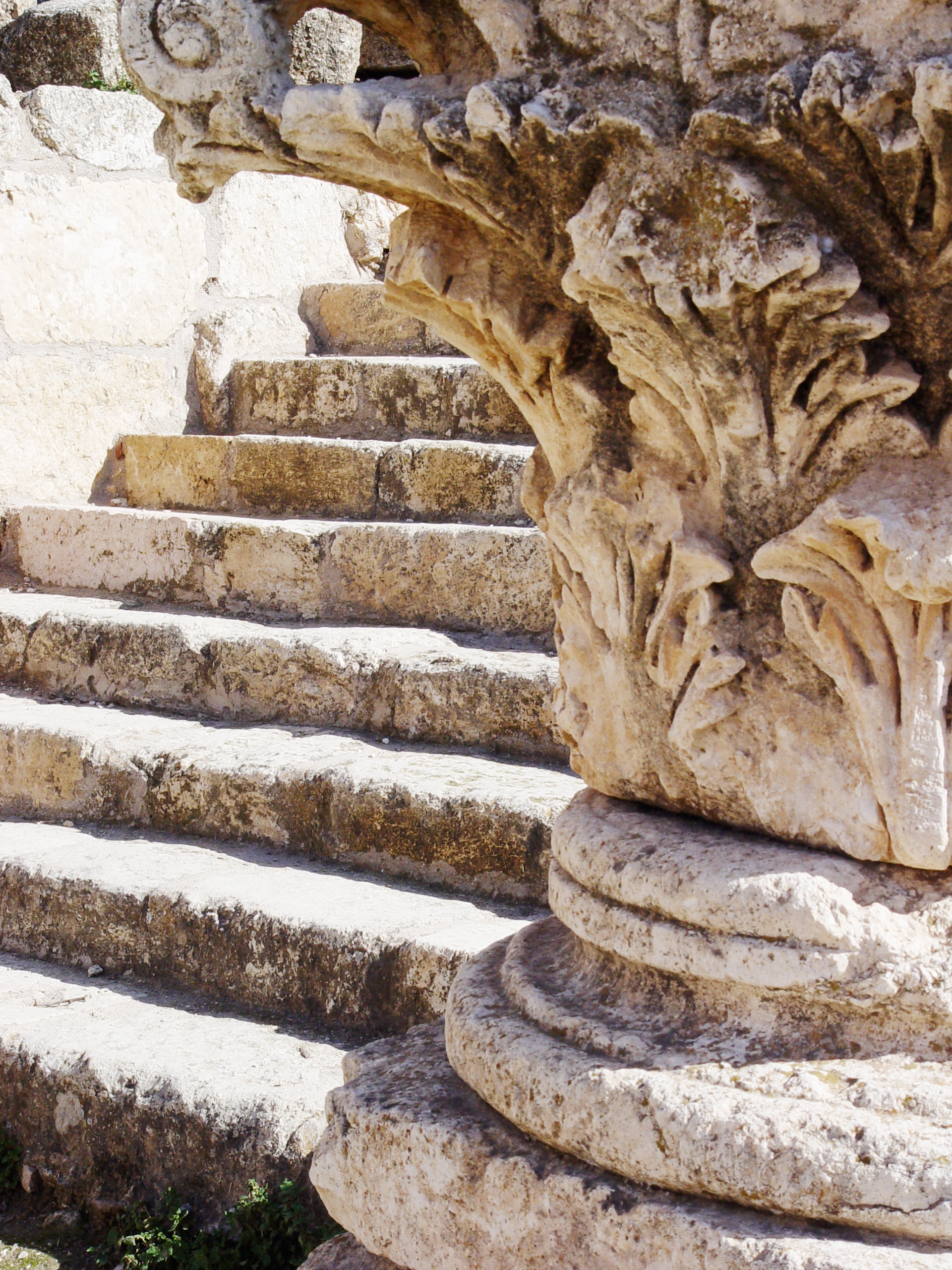
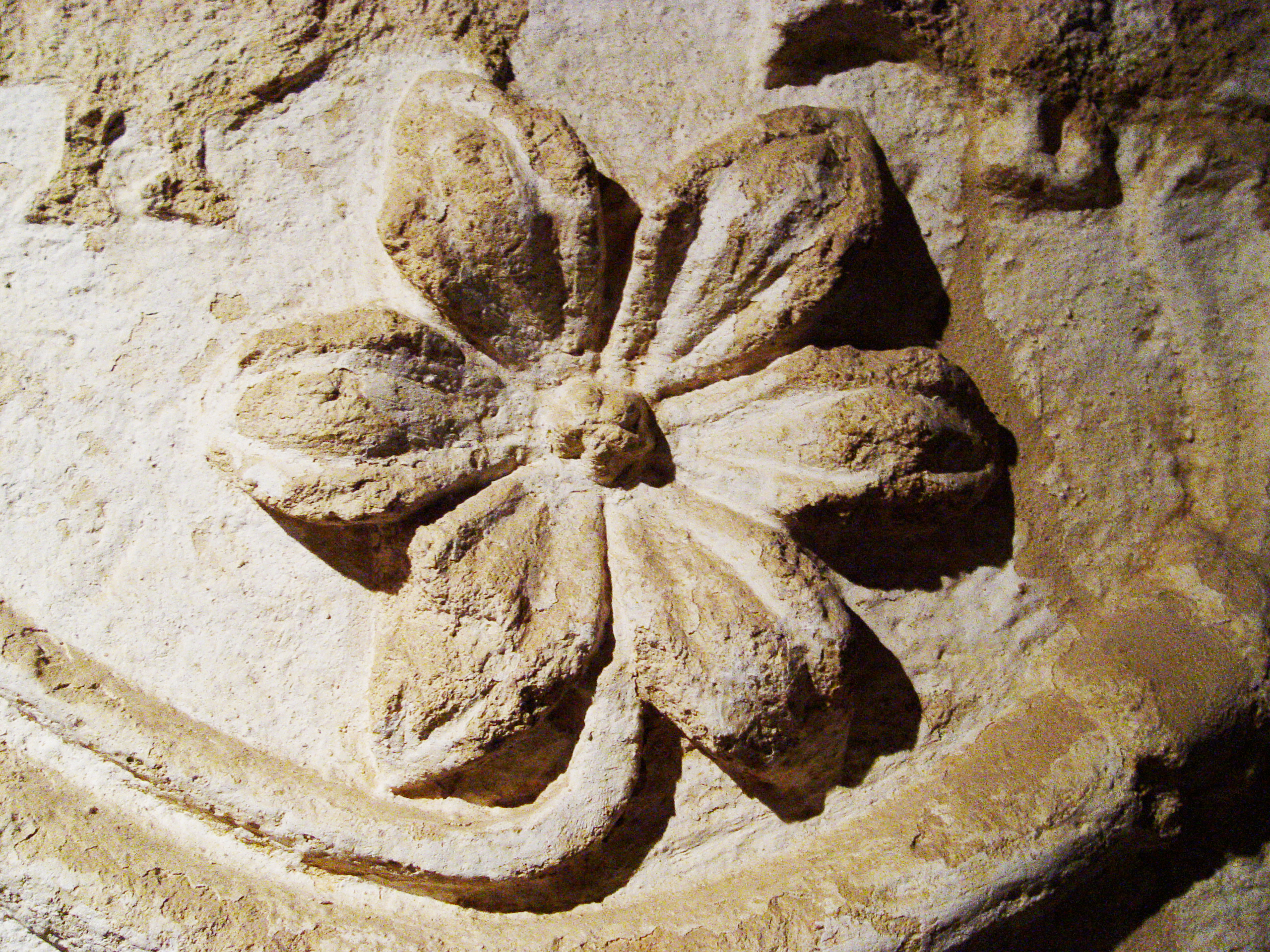
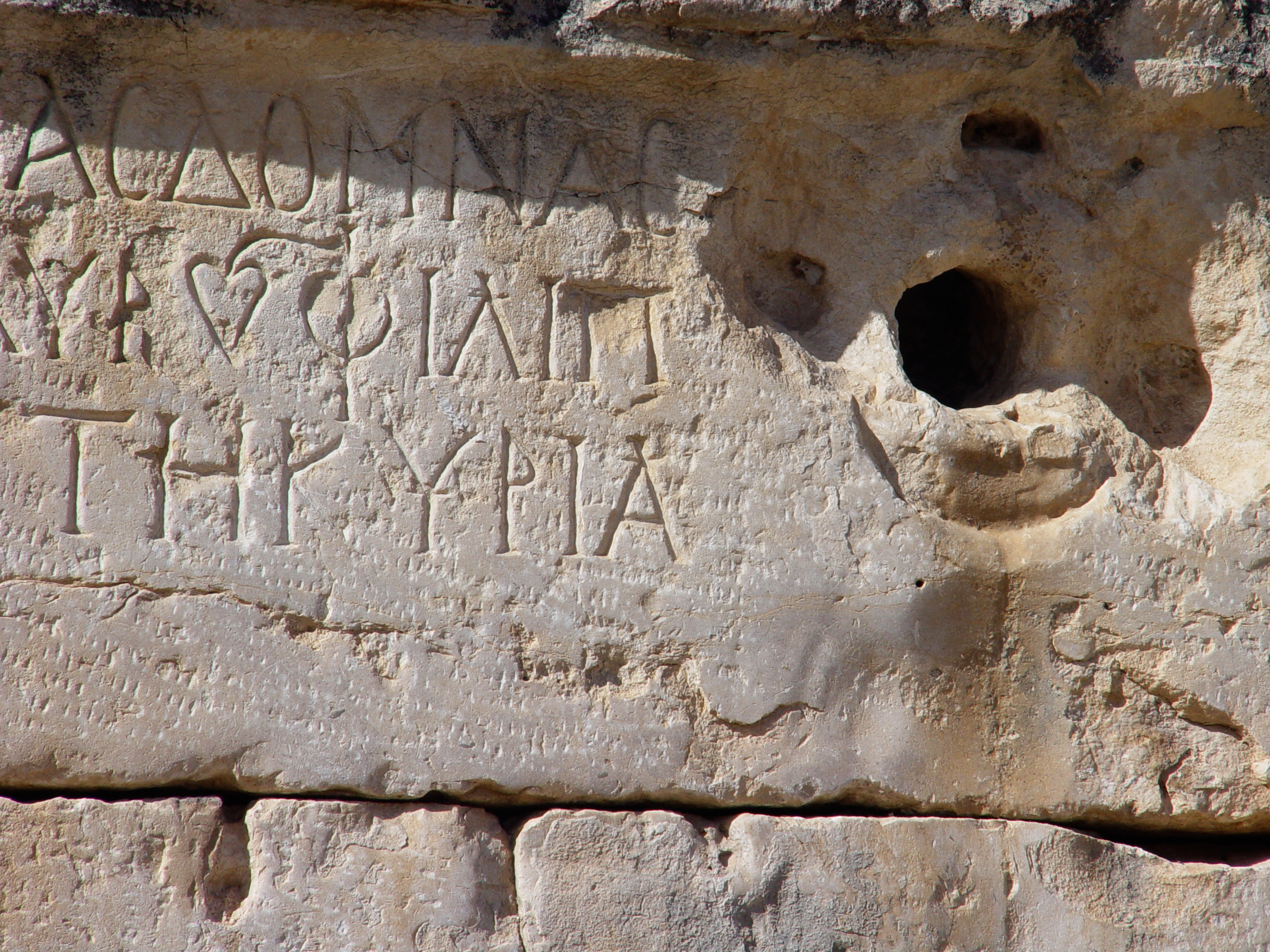
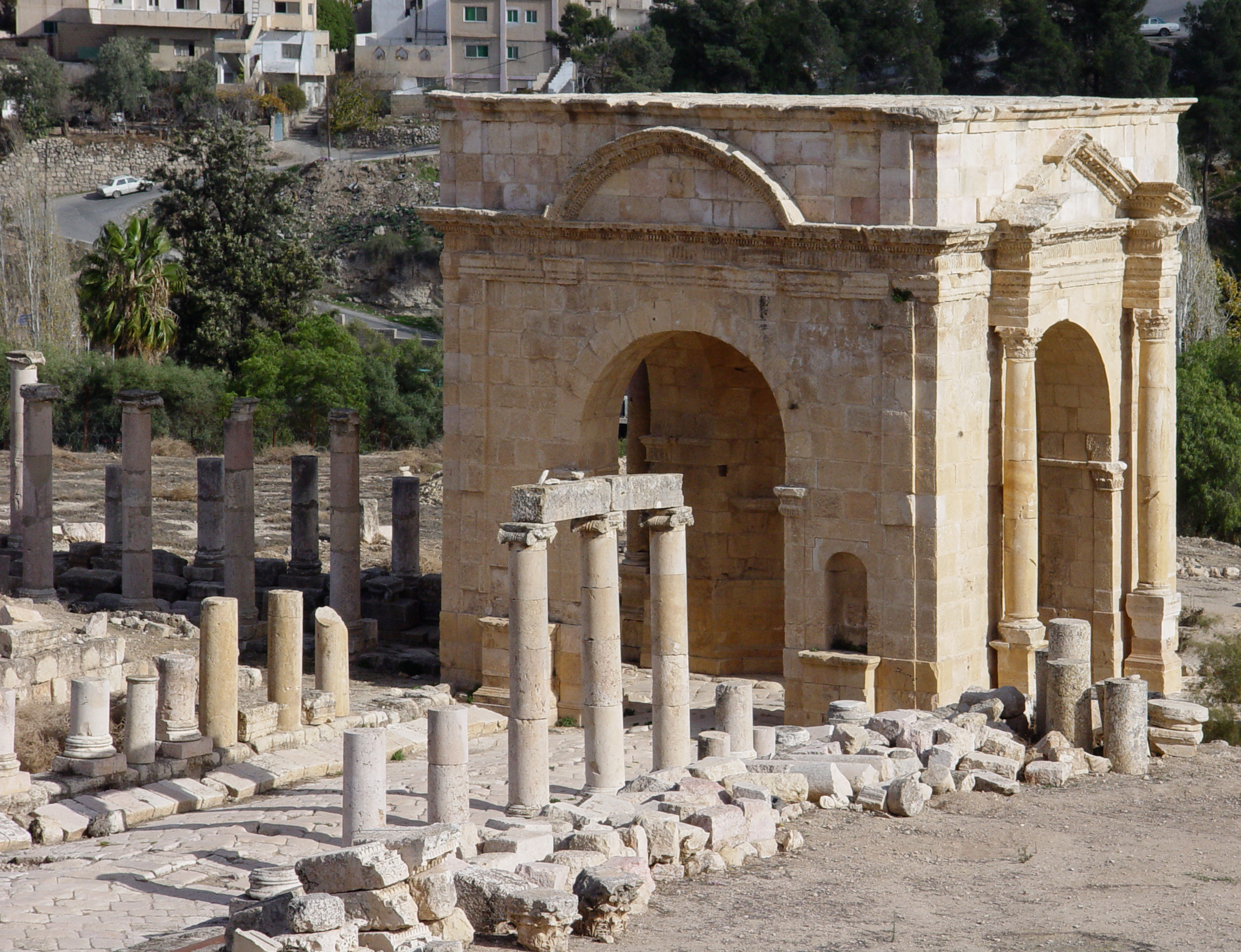
التترابيلون الشمالي
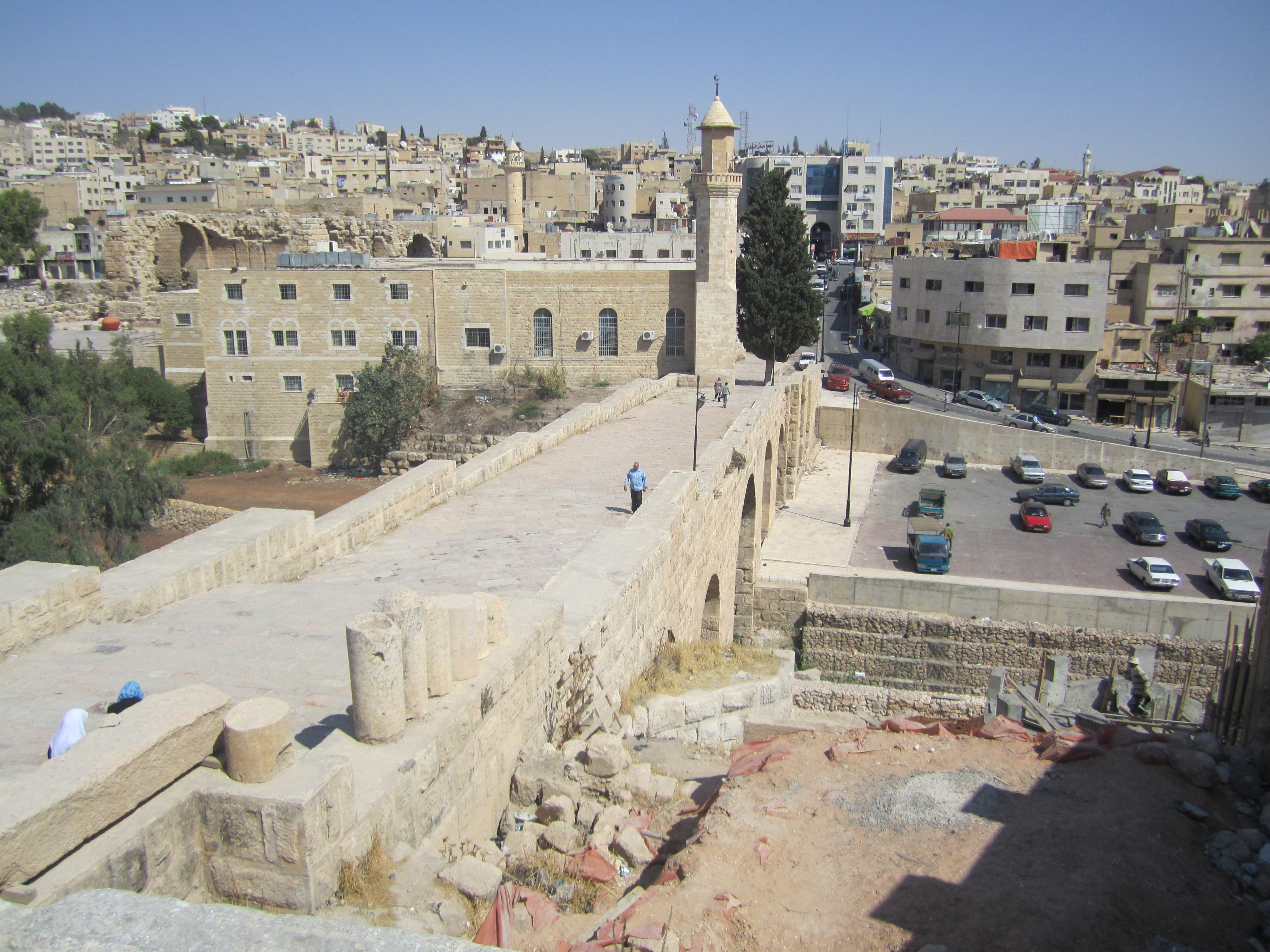
الجسر الروماني من جرش القديم إلى جرش المعاصر
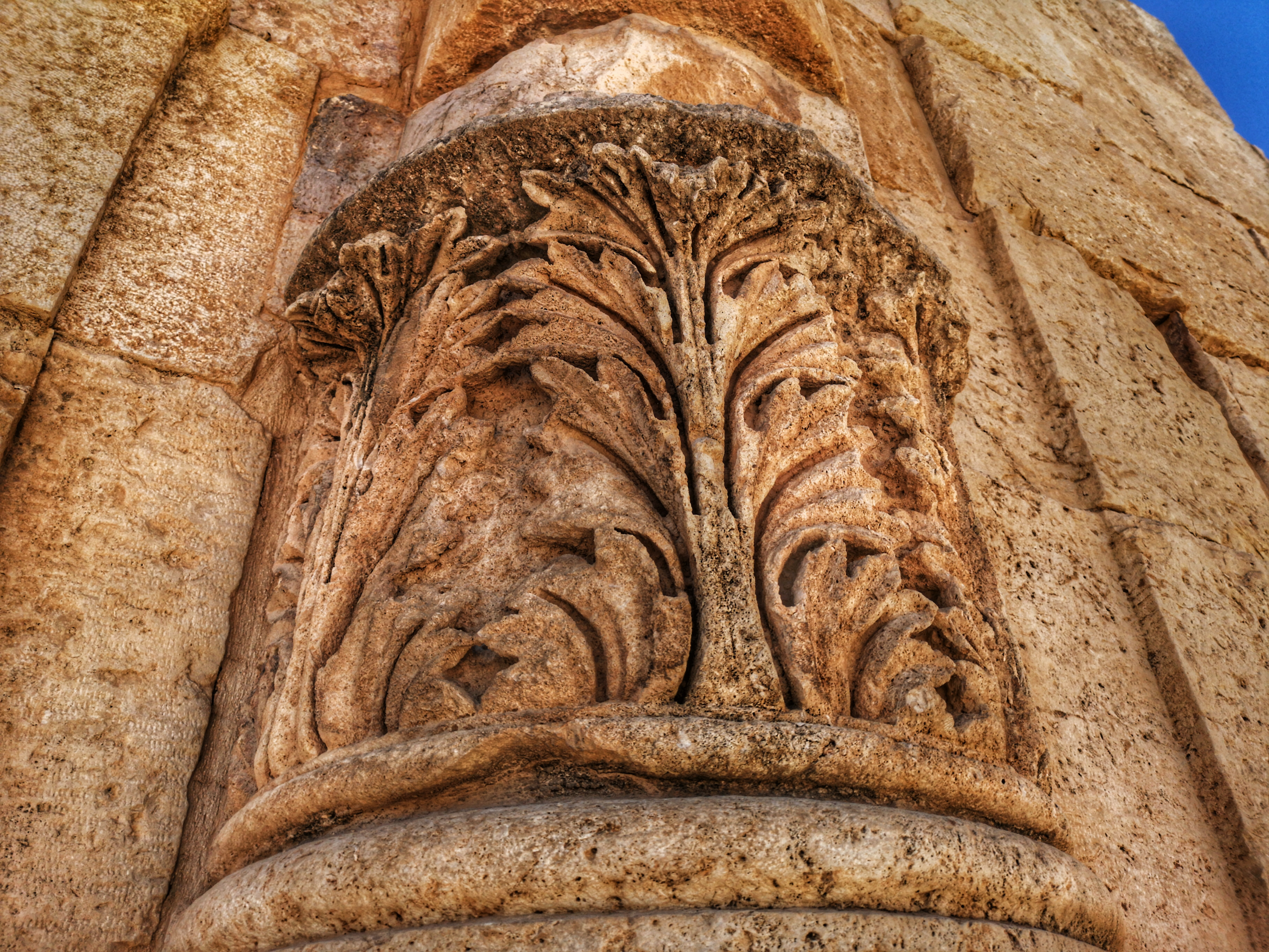
أحد التفاصيل الحجرية الموجودة في جرس
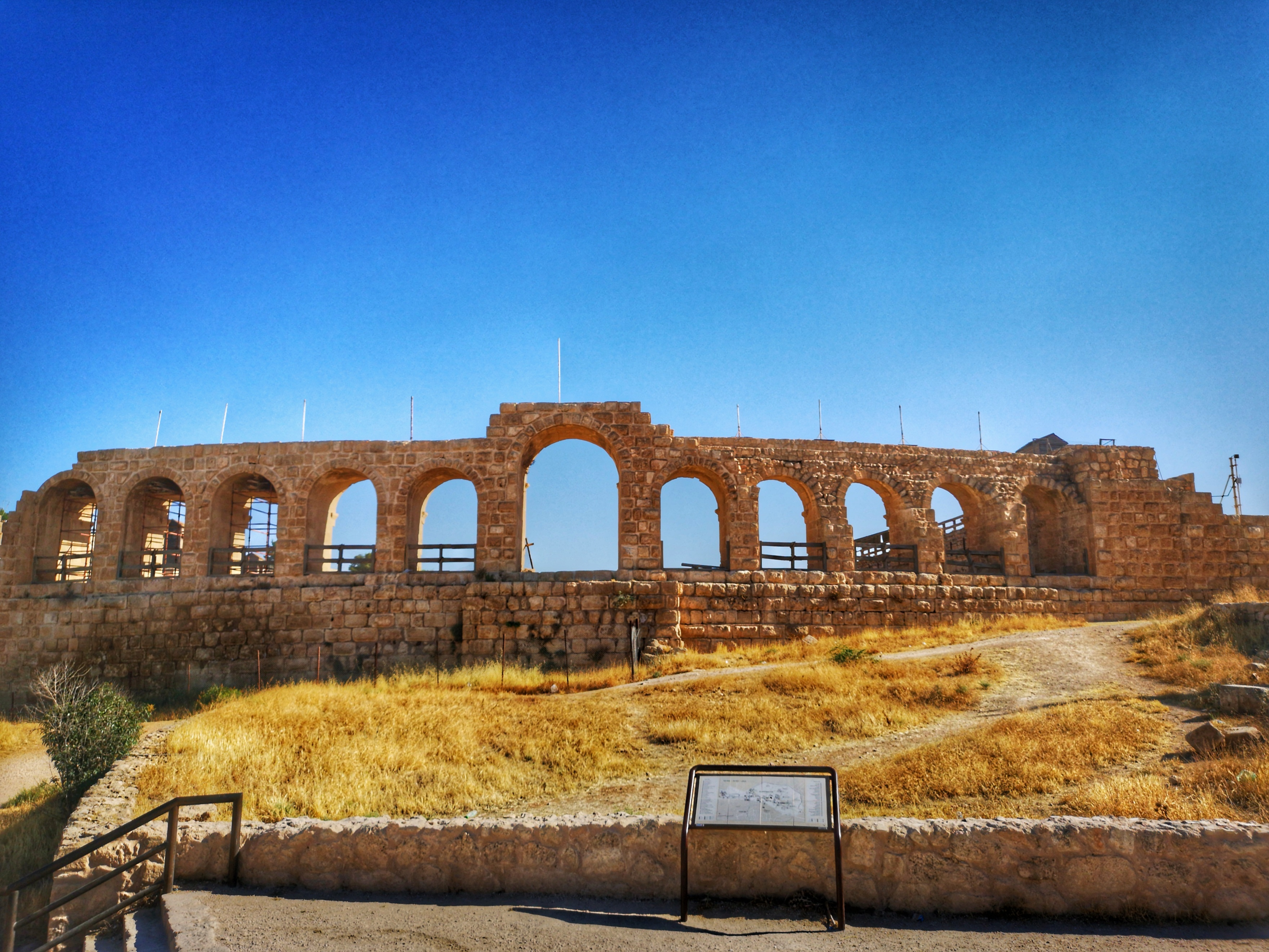
هيبودروم
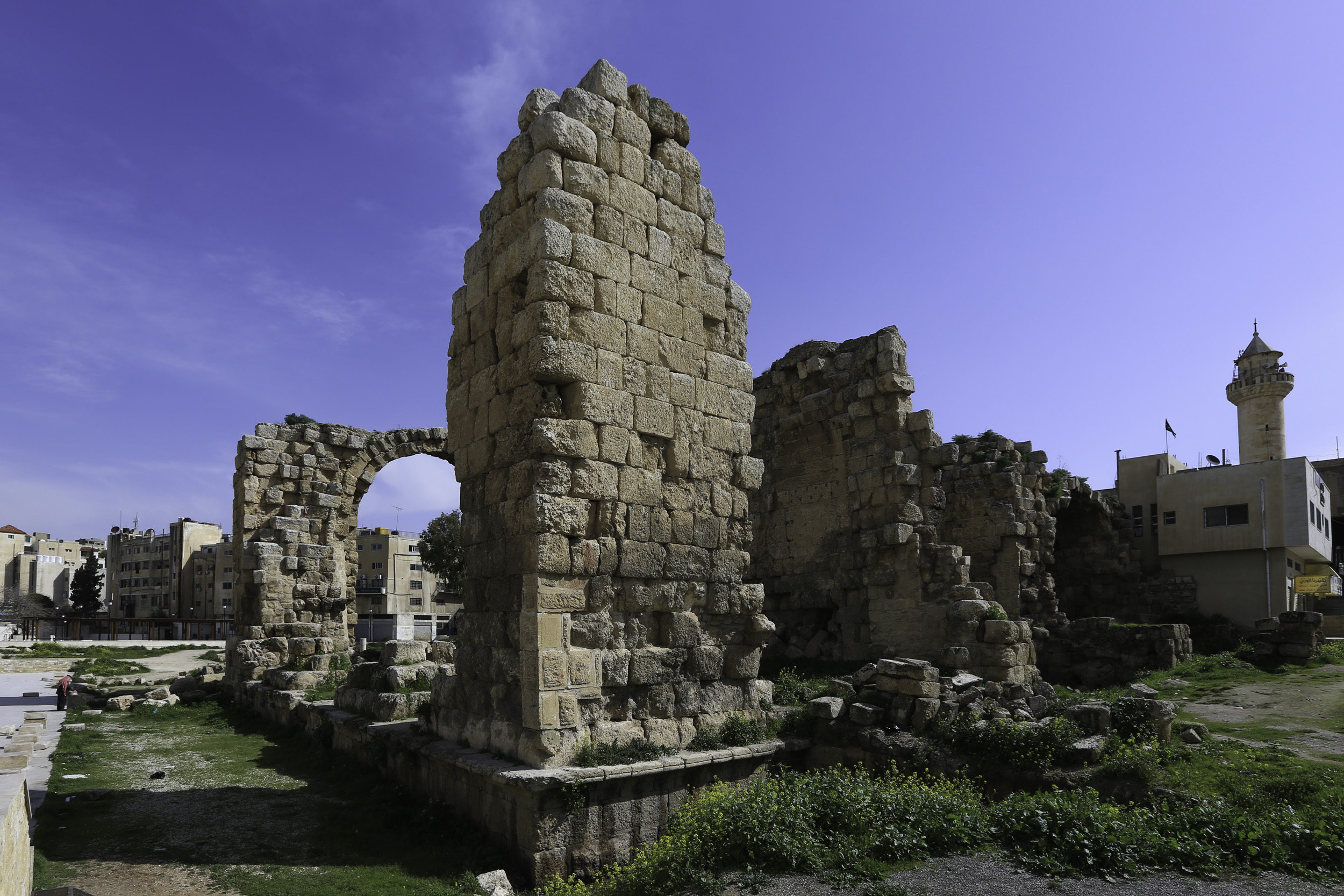
منظر أثري في الحمامات الشرقية
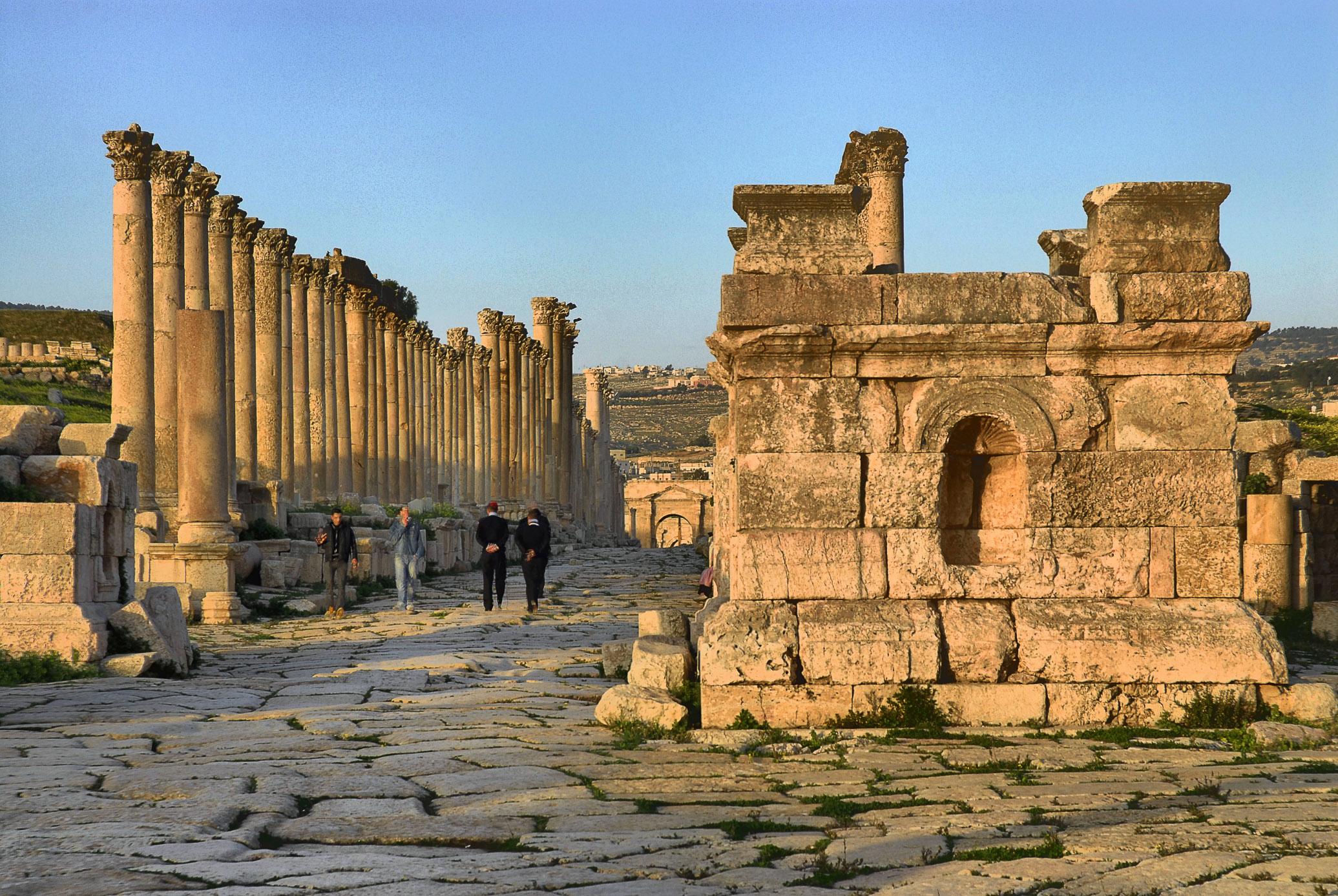
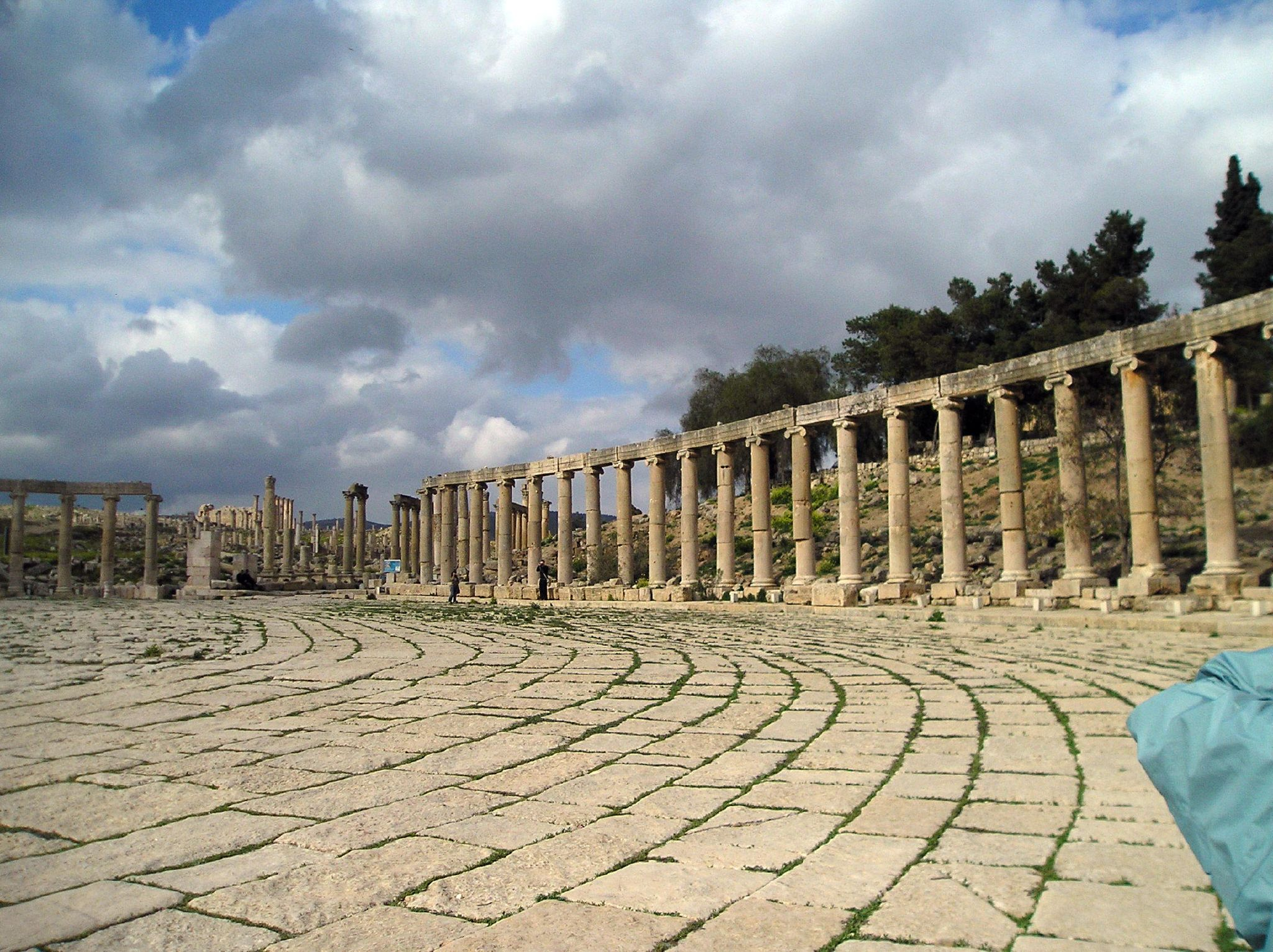
الساحة البيضاوية جرش
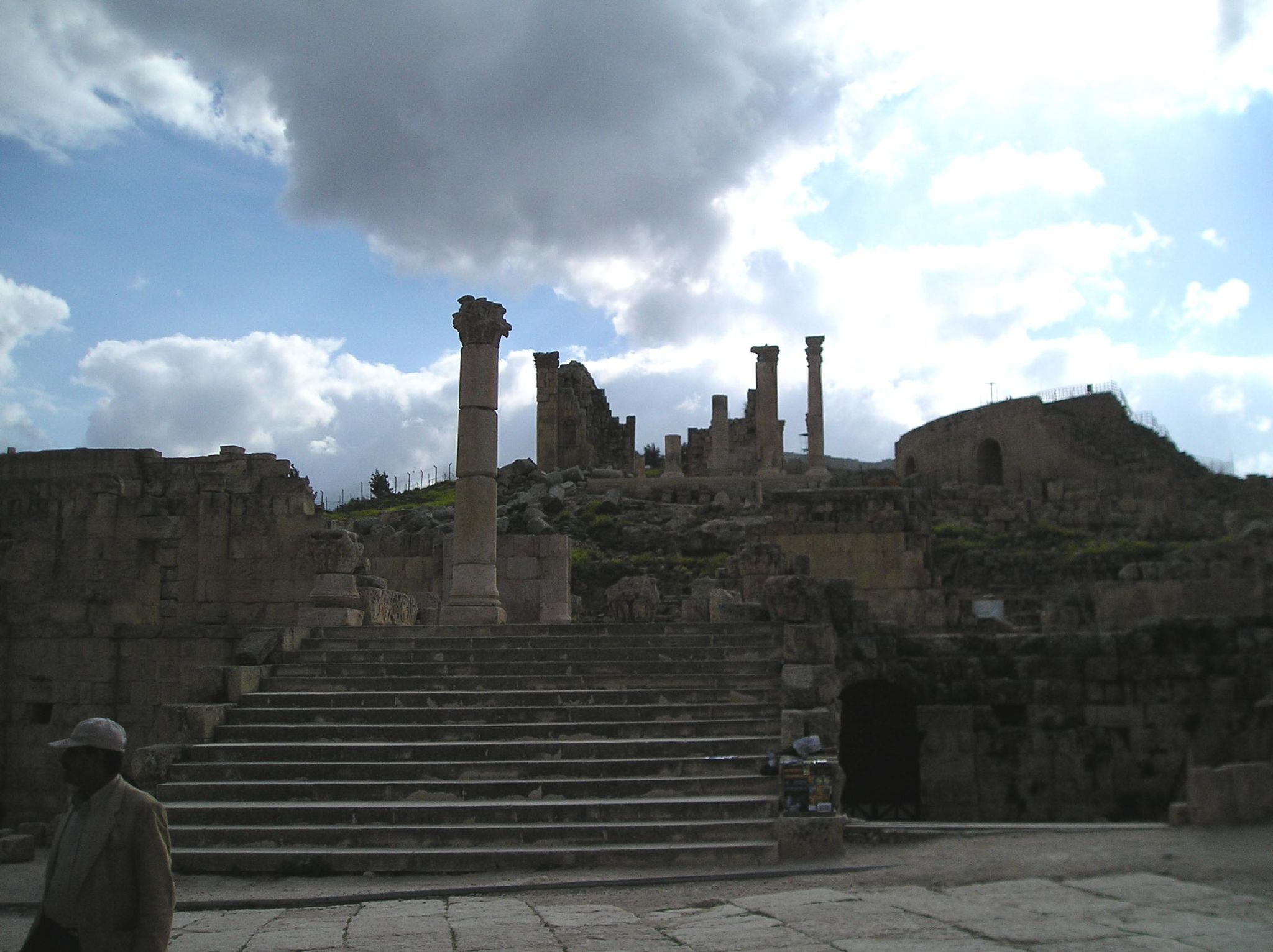
معبد زيوس جرش
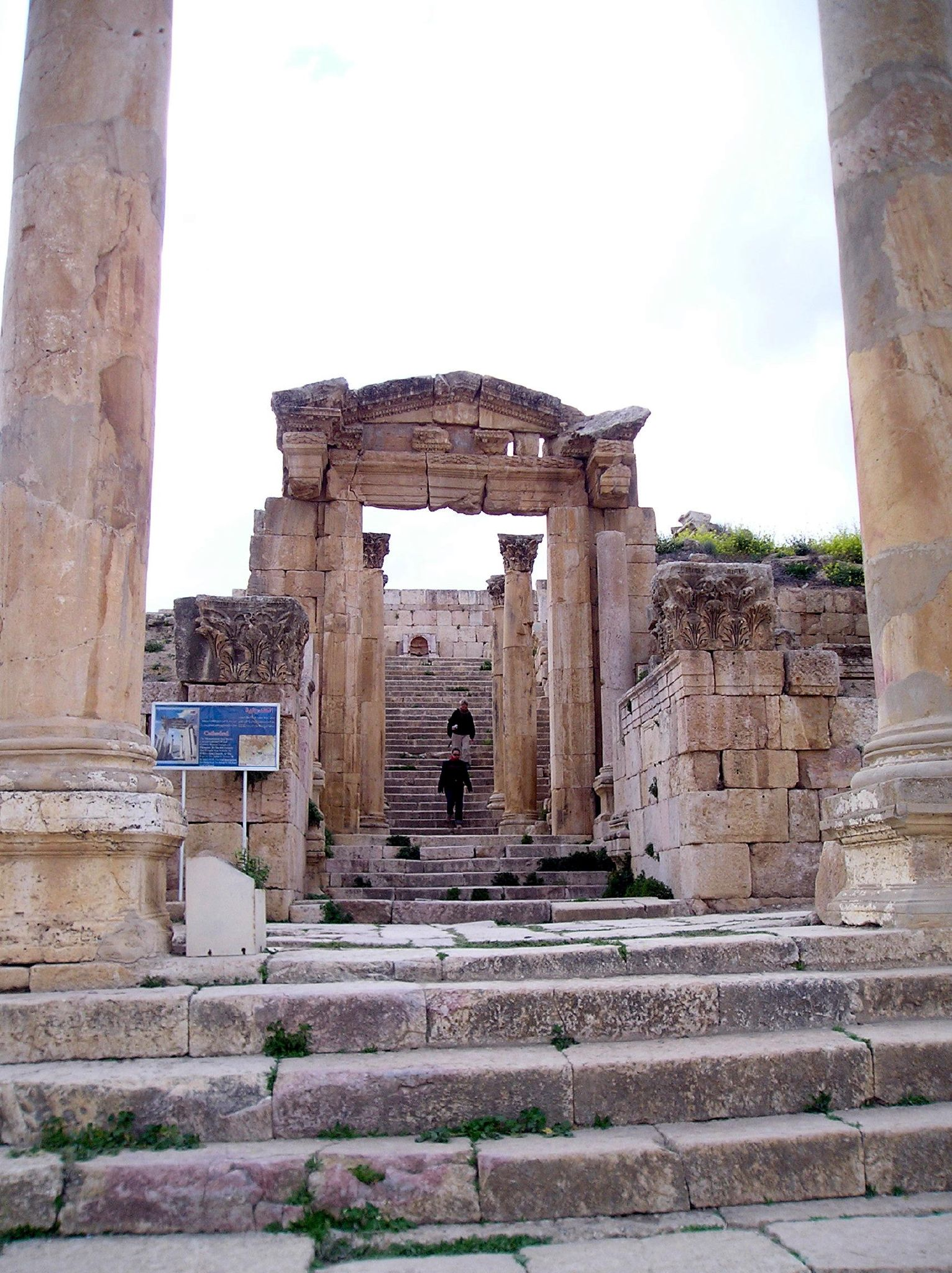
نظرة نحو معبد أرتميس جرش
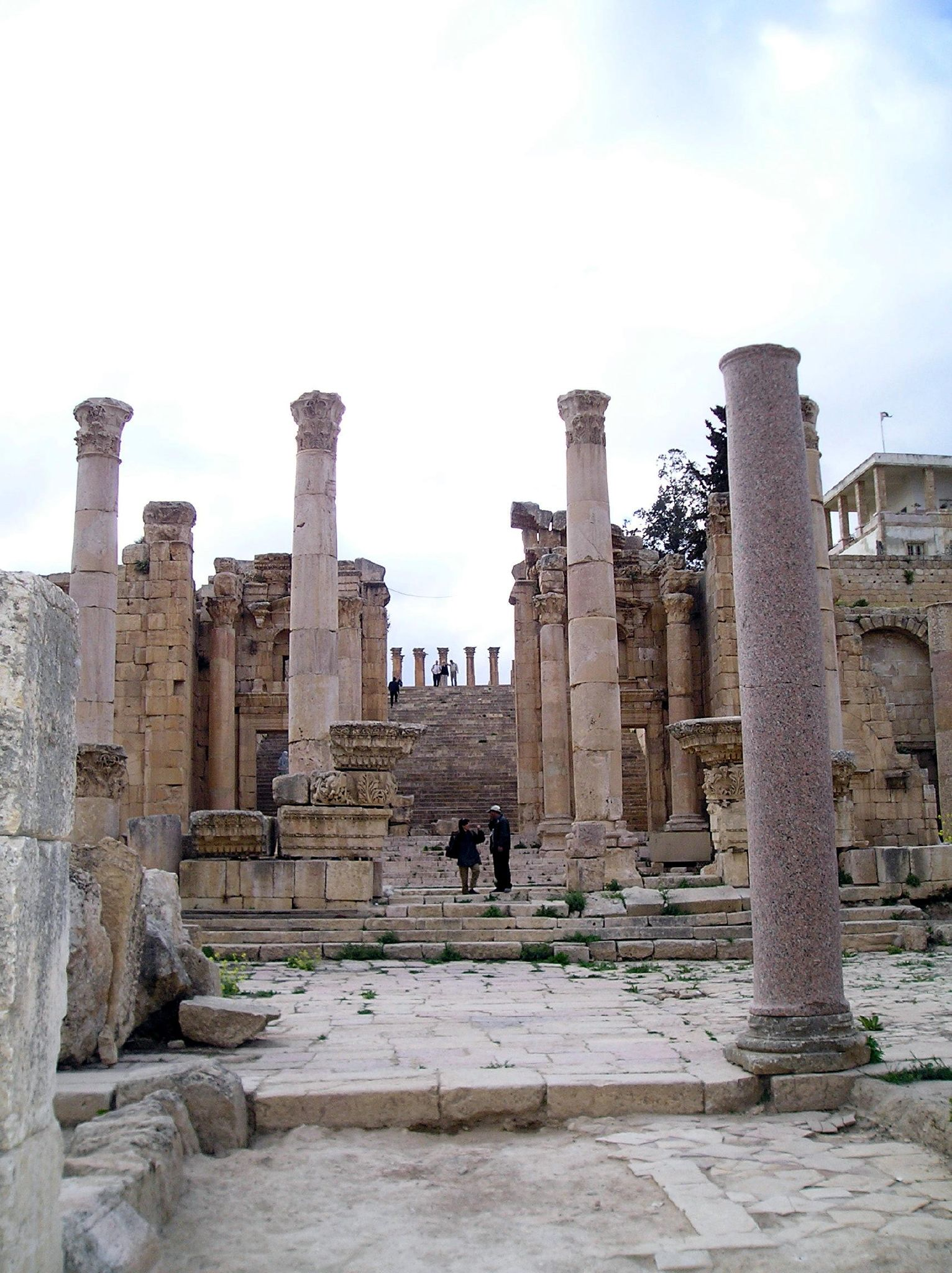
من كنيسة البروبيلايا باتجاه معبد أرتميس جرش
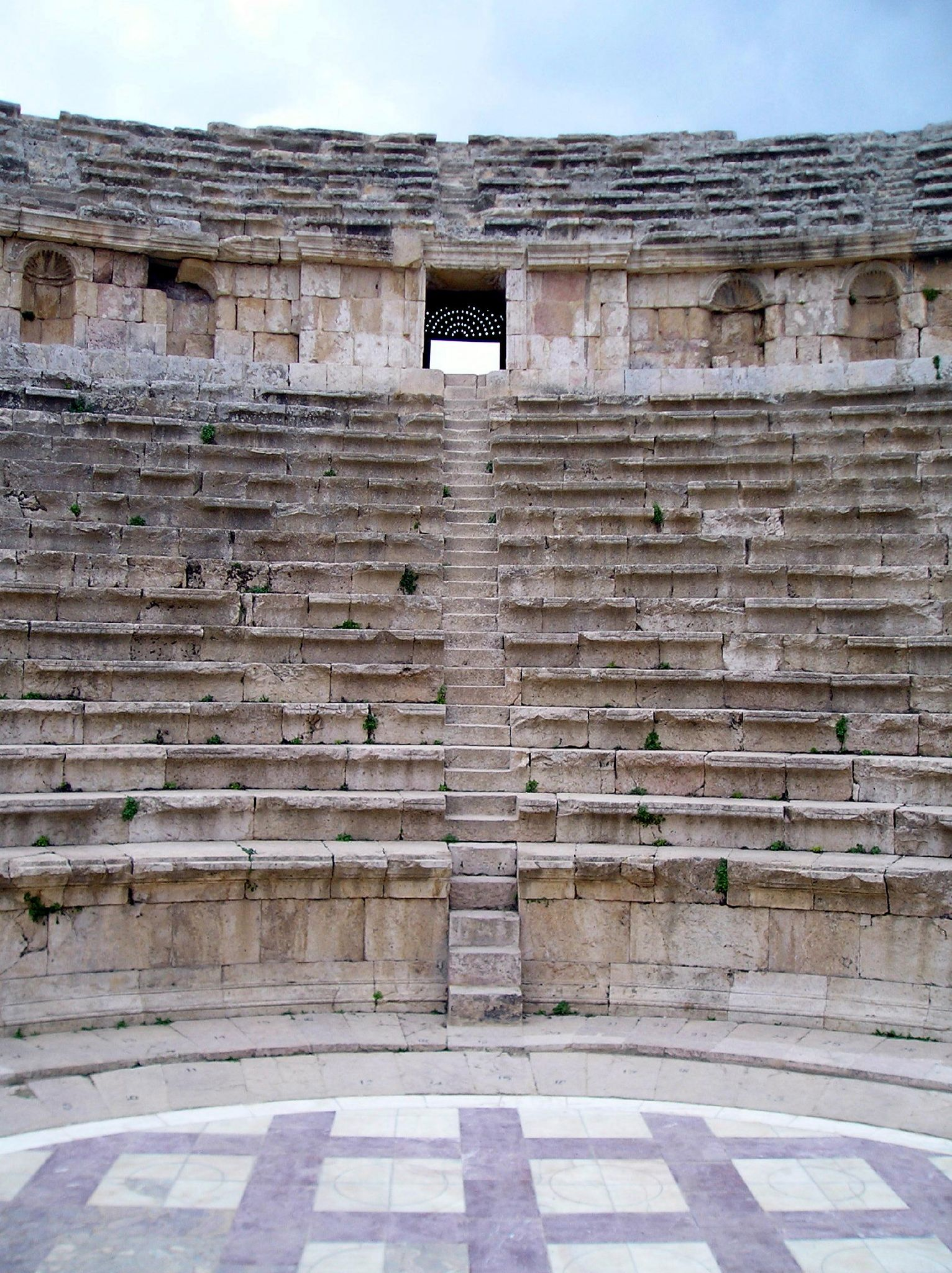
المسرح الشمالي جرش
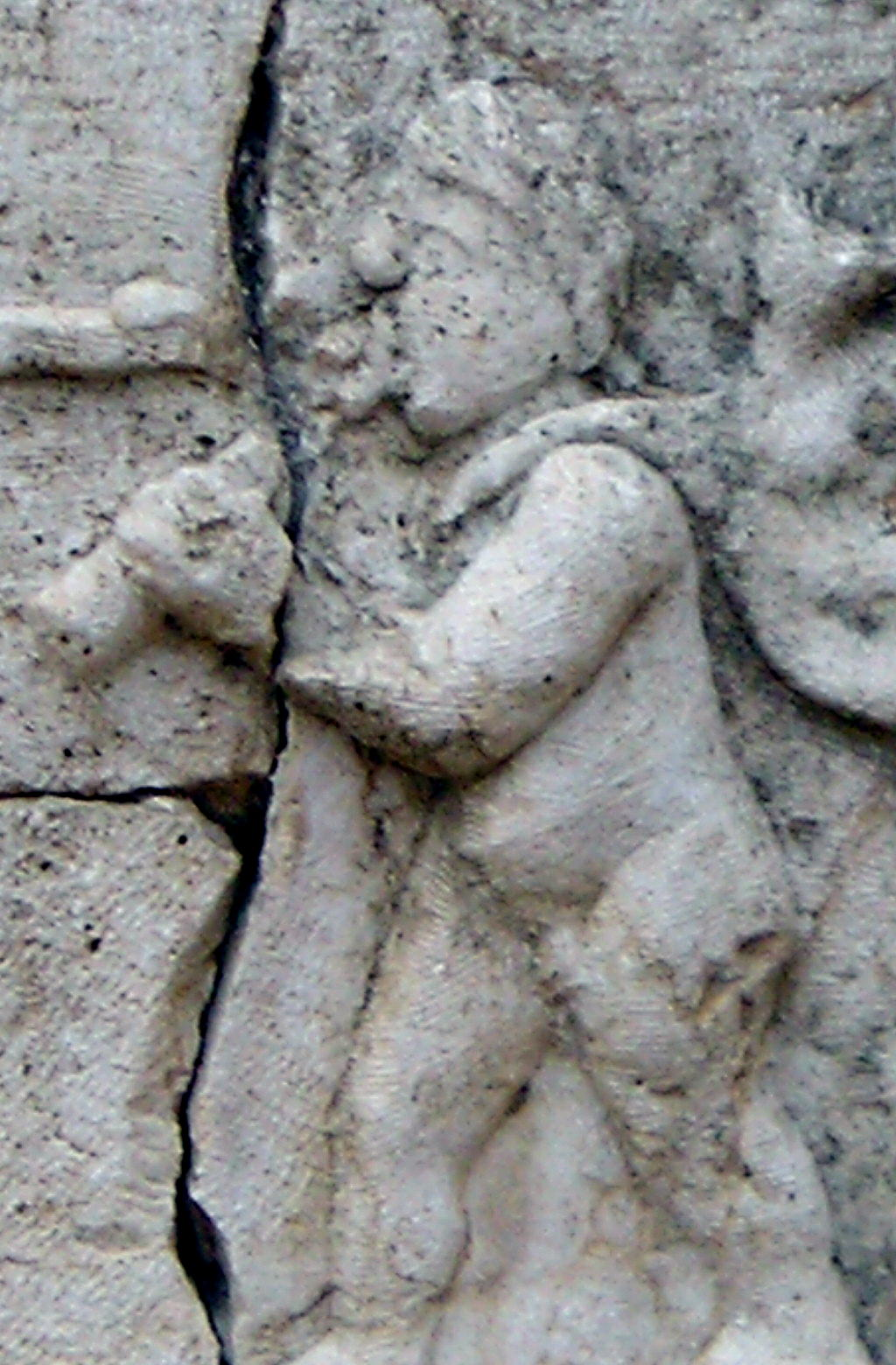
تفاصيل منحوتة في مسرح الشمال في جرش
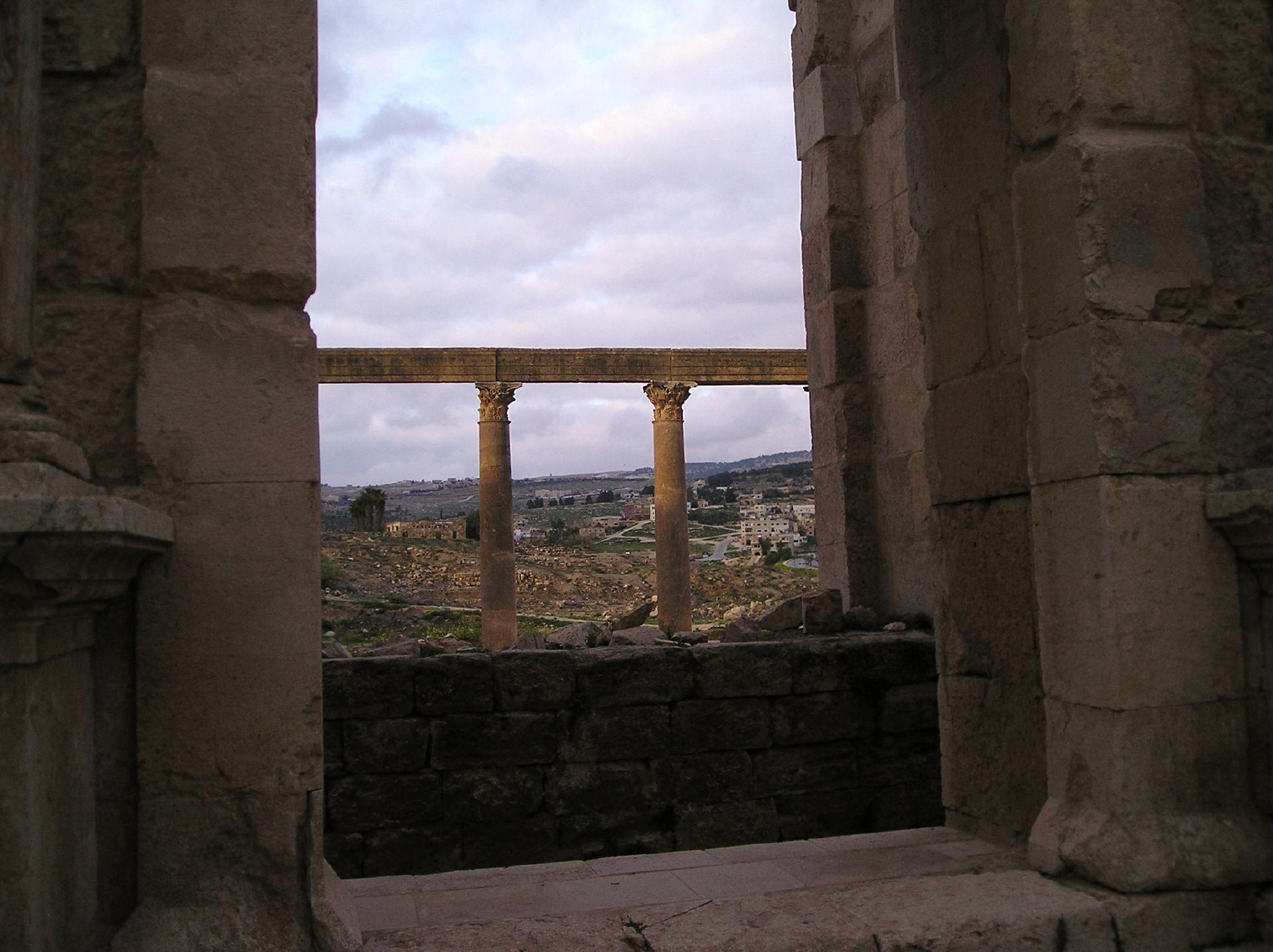
المسرح الشمالي جرش
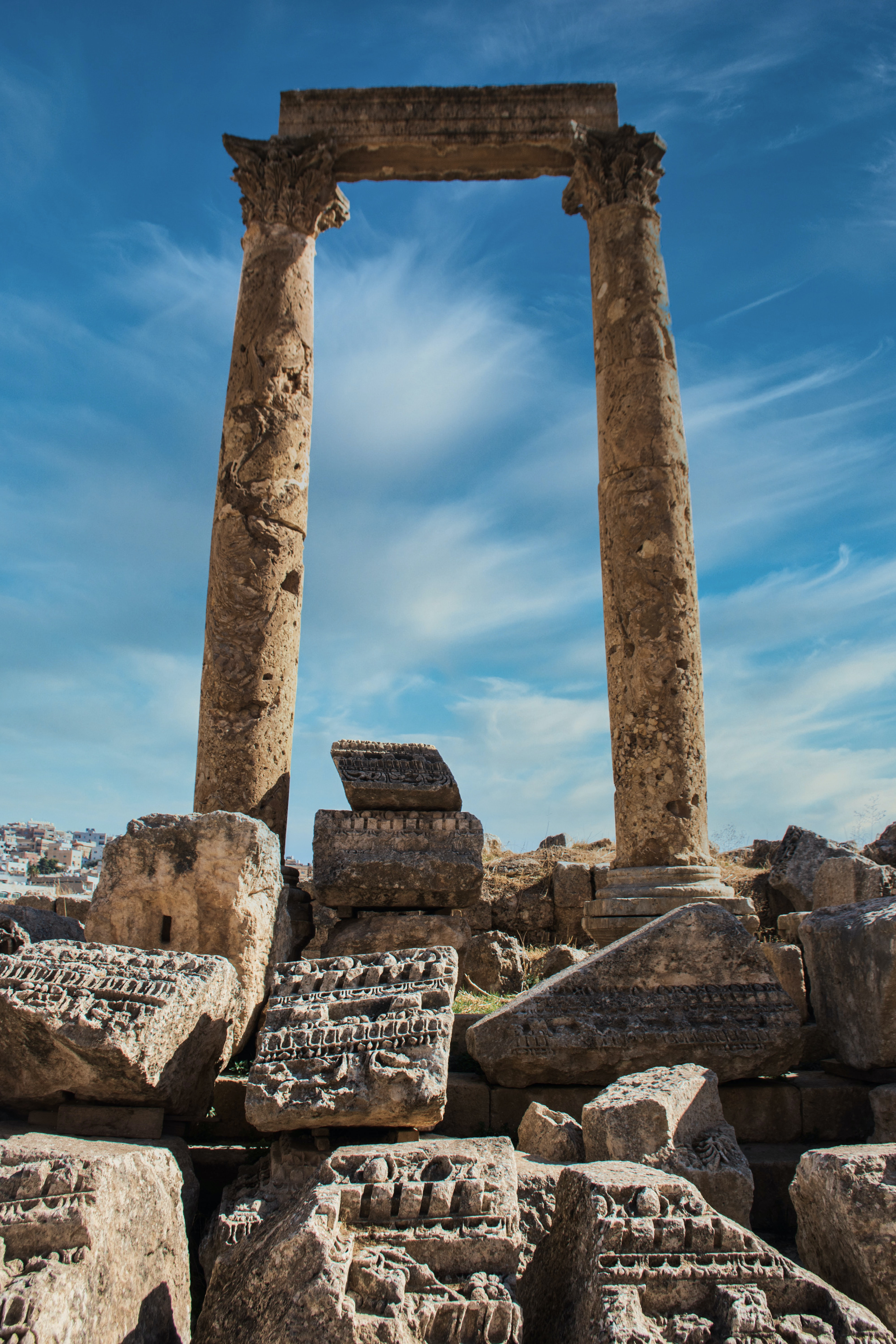
المدينة الرومانية القديمة - جرش

## وصلات خارجية
- البورد السياحي الأردني نسخة محفوظة 24 أبريل 2020 على موقع واي باك مشين.